# Birra

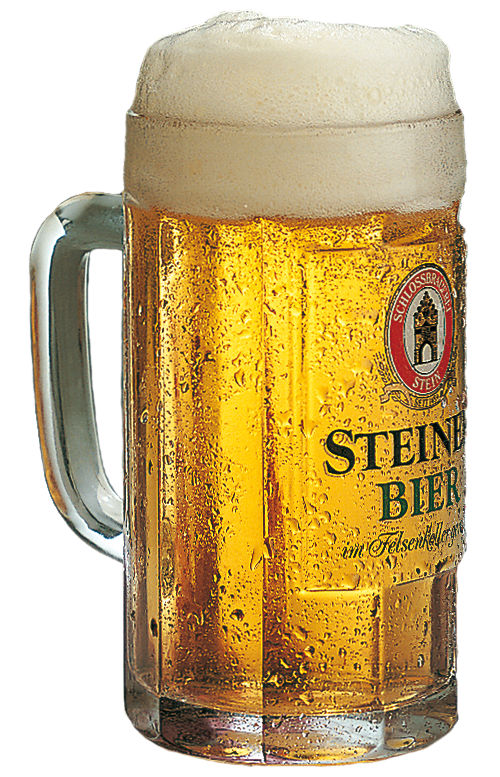
Un boccale di birra Export.

La birra è una bevanda alcolica ottenuta tipicamente dalla fermentazione di un mosto a base di malto d'orzo, aromatizzata e amaricata con luppolo.
Tra le più diffuse e più antiche bevande alcoliche del mondo, viene prodotta attraverso la fermentazione alcolica (con ceppi di lievito di Saccharomyces cerevisiae o Saccharomyces carlsbergensis) di zuccheri derivanti da fonti amidacee, la più usata delle quali è il malto d'orzo, ovvero l'orzo germinato ed essiccato, chiamato spesso semplicemente malto.

## Storia
(William Shakespeare, da Il racconto d'inverno, atto IV, scena III)

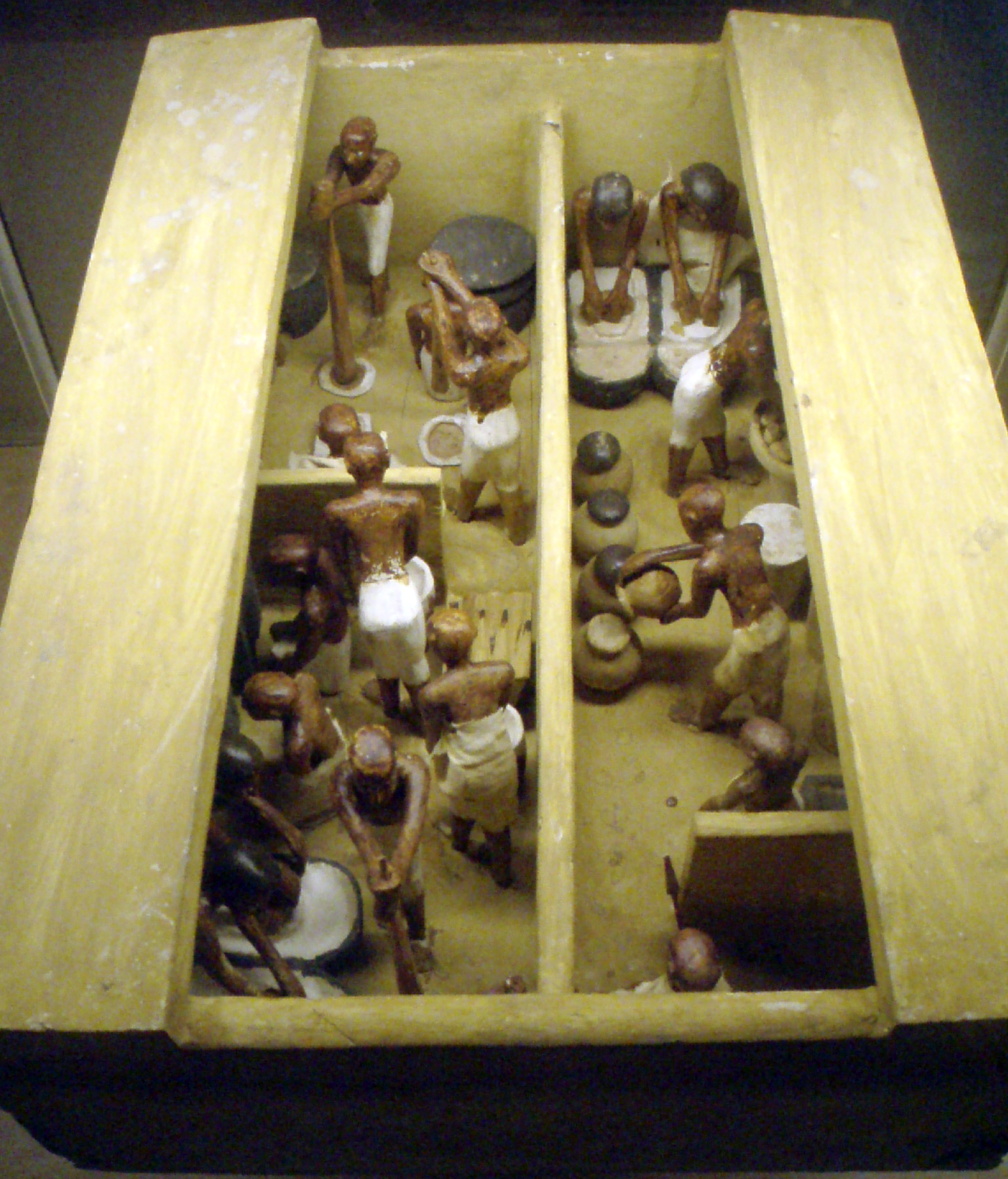
Statuette in gesso e legno provenienti da Tebe e risalenti all'undicesima dinastia (circa 2009 a.C. - 1998 a.C.) che raffigurano uomini al lavoro in un panificio-birrificio.

La birra è una delle bevande più antiche prodotte dall'uomo, probabilmente databile al settimo millennio a.C., registrata nella storia scritta dell'antico Egitto e della Mesopotamia. La prima testimonianza chimica nota è datata intorno al 3500-3100 a.C.. Poiché quasi qualsiasi sostanza contenente carboidrati, come ad esempio zucchero e amido, può andare naturalmente incontro a fermentazione, è probabile che bevande simili alla birra siano state inventate l'una indipendentemente dall'altra da diverse culture in ogni parte del mondo. È stato sostenuto che l'invenzione del pane e della birra sia stata responsabile della capacità dell'uomo di sviluppare tecnologie e di diventare sedentario, formando delle civiltà stabili.
È verosimile che la diffusione della birra sia infatti coeva a quella del pane; poiché le materie prime erano le stesse per entrambi i prodotti, era solo "questione di proporzioni": se si metteva più farina che acqua e si lasciava fermentare si otteneva il pane; se invece si invertivano le quantità mettendo più acqua che farina, dopo la fermentazione si otteneva la birra.

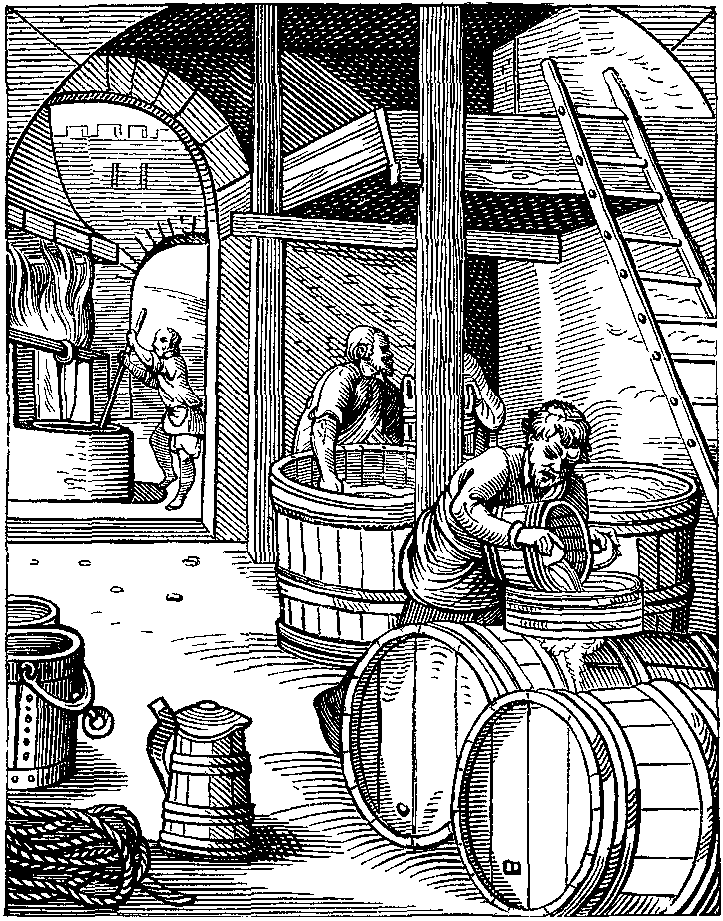
Un birrificio del XVI secolo.

Si hanno testimonianze di produzione della birra già presso i Sumeri. Proprio in Mesopotamia sembra sia nata la professione del birraio e testimonianze riportano che parte della retribuzione dei lavoratori veniva corrisposta in birra. Due erano i principali tipi prodotti nelle case della birra: una birra d'orzo chiamata sikaru (pane liquido) e un'altra di farro detta kurunnu. La più antica legge che regolamenta la produzione e la vendita di birra è il Codice di Hammurabi (1728-1686 a.C.) che condannava a morte chi non rispettava i criteri di fabbricazione indicati (ad esempio annacquava la birra) e chi apriva un locale di vendita senza autorizzazione. Nella cultura mesopotamica la birra aveva anche un significato religioso: veniva bevuta durante i funerali per celebrare il defunto ed offerta alle divinità per propiziarsele.
La birra aveva analoga importanza nell'Antico Egitto, dove la popolazione la beveva fin dall'infanzia, considerandola anche un alimento ed una medicina. Addirittura una birra a bassa gradazione o diluita con acqua e miele veniva somministrata ai neonati quando le madri non avevano latte. Anche per gli Egizi la birra aveva un carattere mistico, tuttavia c'era una grossa differenza rispetto ai Babilonesi: la produzione della birra non era più artigianale, ma era divenuta una vera e propria industria, con i faraoni che possedevano persino delle fabbriche.
Si parla di birra anche nella Bibbia e negli altri libri sacri del popolo ebraico come il Talmud; nel Deuteronomio si racconta che durante la festa degli Azzimi si mangiava per sette giorni il pane senza lievito e si beveva birra. Lo stesso avviene durante la festività del Purim.
In Sardegna i Nuragici producevano birra sin dal 1350-1200 a.C. Ceramiche ritrovate nel sito nuragico del nuraghe Arrubiu hanno trattenuto al loro interno le molecole e gli acidi grassi delle sostanze che venivano cucinate. Gli esami hanno stabilito che alcuni di queste sono tipici della birra. Sono in corso ulteriori studi per capire quali frutti e sostanze venivano utilizzate in modo da scoprirne la ricetta.
La Grecia, più orientata sul vino, non produceva birra ma ne consumava molta, soprattutto per le feste in onore di Demetra e durante i giochi olimpici durante i quali era vietato il consumo del vino. La bevanda arrivava in Grecia tramite i commercianti fenici.
Anche gli Etruschi e i Romani preferivano di gran lunga il vino, tuttavia ci furono personaggi famosi che divennero sostenitori della birra, come ad esempio Agricola, governatore della Britannia, che una volta tornato a Roma nell'83 d.C. portò con sé tre mastri birrai da Glevum (l'odierna Gloucester) e fece aprire il primo pub nella penisola italiana.
I veri artefici della diffusione della bevanda in Europa furono comunque le tribù Germaniche e Celtiche. Questi ultimi in particolare si stanziarono in Gallia, in Britannia e soprattutto in Irlanda, dove addirittura esiste una leggenda secondo cui gli irlandesi discendono da un popolo di semidei chiamati Fomoriani che avevano la potenza e l'immortalità grazie al segreto della fabbricazione della birra, che fu loro sottratto dall'eroe di Mag Mell.

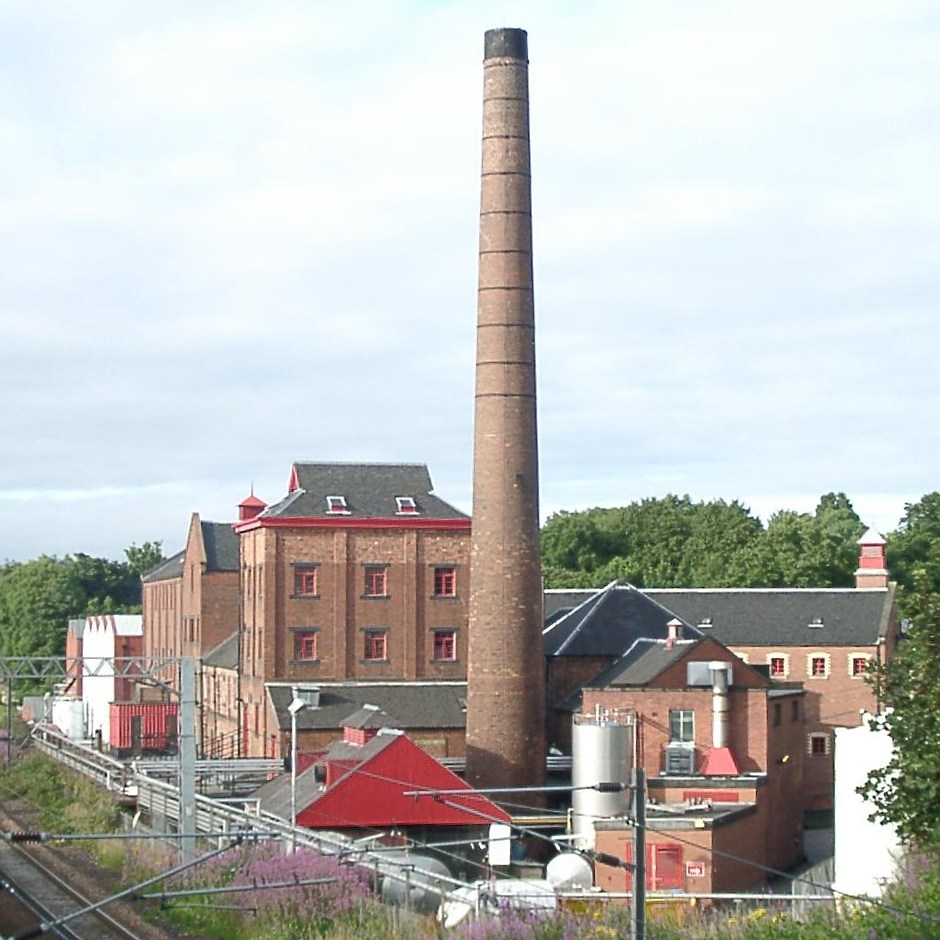
La Caledonian Brewery, fondata nel 1869, ad Edimburgo, tipico esempio delle prime produzioni industriali di birra.

Molti non riconoscerebbero come "birra" ciò che bevevano i primi abitanti dell'Europa in quanto le prime birre contenevano ancora al loro interno i prodotti da cui proveniva lo zucchero fermentabile (frutta, miele, piante, spezie). Il luppolo come ingrediente della birra fu menzionato per la prima volta solo nell'822 da un abate carolingio e di nuovo nella seconda metà del XII secolo dalla badessa Ildegarda di Bingen. Fu proprio merito dei monasteri durante il Medioevo il salto di qualità nella produzione della bevanda. Persino le suore avevano tra i loro compiti quello di produrre la birra, che in parte era destinata ai malati e ai pellegrini. Anche in Gran Bretagna la birra prodotta dalle massaie veniva messa a disposizione delle feste parrocchiali ed utilizzata per scopi umanitari. In Inghilterra in particolare, la birra divenne bevanda nazionale in quanto l'acqua usata per la sua produzione veniva bollita e quindi sterilizzata.
La birra prodotta prima della rivoluzione industriale era principalmente fatta e venduta su scala domestica, nonostante già dal settimo secolo d.C. venisse prodotta e messa in vendita da monasteri europei. Durante la rivoluzione industriale, la produzione di birra passò da una dimensione artigianale ad una prettamente industriale e la manifattura domestica cessò di essere significativa a livello commerciale dalla fine del XIX secolo.
Lo sviluppo di densimetri e termometri cambiò la fabbricazione della birra, permettendo al birraio più controlli sul processo e maggiori nozioni sul risultato finale. Inoltre, sempre nello stesso periodo, furono eseguiti studi specifici sul lievito, che permisero di produrre la birra a bassa fermentazione, di gran lunga la più diffusa nel mondo.

## Origine del termine
La parola italiana birra deriva dal tedesco Bier, un prestito del XVI secolo. Il termine ha rimpiazzato l'antico cervogia, che indicava le birre fatte senza luppolo. Dalla stessa parola tedesca deriva il francese bière. Sono imparentati con Bier l'inglese beer e il neerlandese bier. L'origine della stessa parola germanica (dall'antico alto tedesco bior) è incerta: si pensa che sia un prestito del VI secolo dal latino volgare biber "bibita, bevanda", dal verbo latino bibere, oppure derivi direttamente dal protogermanico *beuwoz-, da *beuwo- "orzo".
In inglese si usa, oltre a beer, un altro termine per indicare la birra: ale. Antiche fonti inglesi fanno distinzione tra le due parole, ma non definiscono cosa si intenda per "birra" durante quel periodo, nonostante sia possibile che si riferisca all'idromele (mead). La forma dell'antico inglese beor è scomparsa subito dopo la conquista normanna dell'Inghilterra (in risposta all'introduzione del luppolo che non sarà ampiamente utilizzato per altri duecento anni), e il termine è rientrato a far parte della lingua inglese solamente secoli dopo, riferendosi esclusivamente alle bevande di malto con luppolo. Fino a quel momento il termine ale si riferì specificamente a birre senza luppolo, nonostante questa non sia più la definizione attuale della parola (indica infatti le birre ad alta fermentazione). Si ritiene che ale derivi direttamente dalla radice indoeuropea *alu-, e sia arrivata alla forma attuale attraverso il termine germanico *aluþ-. La stessa radice è all'origine dello svedese öl e del danese e norvegese øl; da queste è stata prestata alle lingue baltiche (lettone e lituano alus) e a quelle baltofinniche (finlandese olut ed estone õlu).
Nelle lingue spagnola e portoghese, e nei loro dialetti, la bevanda viene chiamata cerveza, cerveja o con un termine analogo a questa forma, che deriva dal latino cervēsia o cer(e)vīsia così come il francese cervoise "birra senza luppolo", da cui cervogia. La forma latina è un probabile relitto mediterraneo preindoeuropeo come cerea o caelia, bevanda fermentata usata nella Spagna romana. La radice protoindoeuropea *ḱerh₃- (saziare, nutrire) è la stessa delle parole cereale, del verbo latino crescere e di Cerere, divinità romana della fertilità e patrona, fra le altre cose, dei raccolti. Un'altra interpretazione è che il termine provenga da una voce gallica.
Il termine proto-slavo *pivo, letteralmente "bevanda", è la parola per definire la birra nella gran parte delle lingue slave, con piccole variazioni fonetiche presenti tra lingua e lingua. In greco antico – la bevanda non era tradizionale in Grecia – la parola per la birra egiziana era ζῦθος zŷthos (forse da ζύμη zýmē, "lievito"), per quella frigia o trace βρῦτον brŷton; oggi si usa un prestito dall'italiano: μπίρα bíra.

## Processo di produzione
Nel processo di fermentazione si utilizzano spesso ingredienti, metodi produttivi e tradizioni diversi: al posto dell'orzo possono infatti venire usati frumento, mais, riso - questi ultimi due specialmente come aggiunte in birre di produzione industriali - e, in misura minore, avena, farro, segale, mentre altre piante meno utilizzate sono invece radice di manioca, miglio e sorgo in Africa, patata in Brasile e agave in Messico; il tipo di lievito e il metodo di produzione vengono tipicamente usati per classificare le birre in ale, lager o birre a fermentazione spontanea.
Durante il processo di produzione, il malto viene immerso in acqua calda dove, grazie all'azione di alcuni enzimi presenti nella radichetta formatasi durante la germinazione, gli amidi presenti vengono convertiti in zuccheri fermentescibili, con il mosto zuccheroso ottenuto che può essere a sua volta aromatizzato con erbe aromatiche, frutta o più comunemente luppolo; successivamente viene impiegato un lievito dando inizio alla fermentazione, portando così alla formazione di alcool, unitamente ad anidride carbonica (per la maggior parte espulsa) ed altri prodotti di scarto derivanti dalla respirazione anaerobica dei lieviti.
La germinazione viene arrestata tramite essiccazione o torrefazione quando il germoglio ha raggiunto circa i due terzi della lunghezza del chicco. L'orzo maltato viene quindi macinato fino ad ottenere una specie di farina o graniglia che viene poi miscelata con acqua calda a circa 65-68 °C. Questa fase è detta ammostamento, in quanto il malto si trasforma in mosto. Precisamente questo avviene quando l'amido ancora presente nel malto si trasforma in maltosio, uno zucchero. La massa mantenuta in agitazione nel tino (in acciaio, nel passato in rame) di ammostamento (perciò detto "ammostatore") viene portata, con opportune soste, alle temperature ottimali per l'attività enzimatica di degradazione di amido e proteine, favorendone così la solubilizzazione nel mosto.
La parte liquida viene quindi separata dalla parte solida tramite filtrazione all'interno di un tino filtro, in cui il mosto con le trebbie viene pompato dal basso. Quando tutto il mosto è stato trasferito, si lascia che le trebbie sedimentino sul falso fondo forato, e si procede quindi alla filtrazione. Per raggiungere un buon livello di limpidezza, il mosto viene fatto ricircolare più volte. Questa fase viene chiamata in gergo tecnico lavaggio delle trebbie (Sparging in inglese).
Il passo successivo è la cottura del mosto all'interno di un tino in acciaio, denominato (per questa fase) "bollitore"; tradizionalmente la caldaia per bollire il mosto era in rame che è un ottimo conduttore termico e che non si degrada eccessivamente. Il tempo di cottura è fondamentale per la scelta del tipo di birra che si vuole produrre ed anche per la sua qualità, in quanto durante questo processo avviene la gran parte delle reazioni biochimiche; normalmente varia tra un'ora e due ore e mezza. Durante la bollitura, che nei birrifici moderni avviene tramite getti di acqua bollente ad alta pressione, si ha anche l'importante processo di sterilizzazione del mosto. Sempre durante questa operazione avviene l'aggiunta del luppolo. In genere la sala di cottura viene considerata come il "cuore" del birrificio.
Nel corso dell'ebollizione, in seguito a reazione tra i polifenoli del malto e del luppolo e le proteine del malto, si formano complessi insolubili che costituiscono il "trub a caldo". Questo tende a precipitare al termine del processo e l'allontanamento è considerato fondamentale per la qualità e la stabilità della futura birra. Questa azione è effettuata mediante l'uso del whirlpool, tino in cui il mosto giunge tangenzialmente generando una forza centrifuga che determina la raccolta della fase torbida sul fondo, al centro del recipiente, e permette la separazione di una fase liquida limpida.
In seguito il mosto viene raffreddato fino a temperature a cui può avvenire la fermentazione: dai 4 ai 6 °C per la bassa fermentazione e dai 15 ai 20 °C per quella alta.
La fermentazione si divide in due fasi; la prima, detta fermentazione principale, vede come protagonista il lievito che ha la funzione di trasformare gli zuccheri e gli aminoacidi presenti nel mosto in alcol, anidride carbonica e sostanze aromatiche. Il processo che utilizza Saccharomyces cerevisiae è più rapido, in genere tre o quattro giorni, di quello a bassa fermentazione, in quanto si svolge a temperature superiori e i processi di fermentazione sono favoriti dal calore. Questo lievito inoltre risale in superficie e viene recuperato con schiumature e per questo è notevolmente economico.

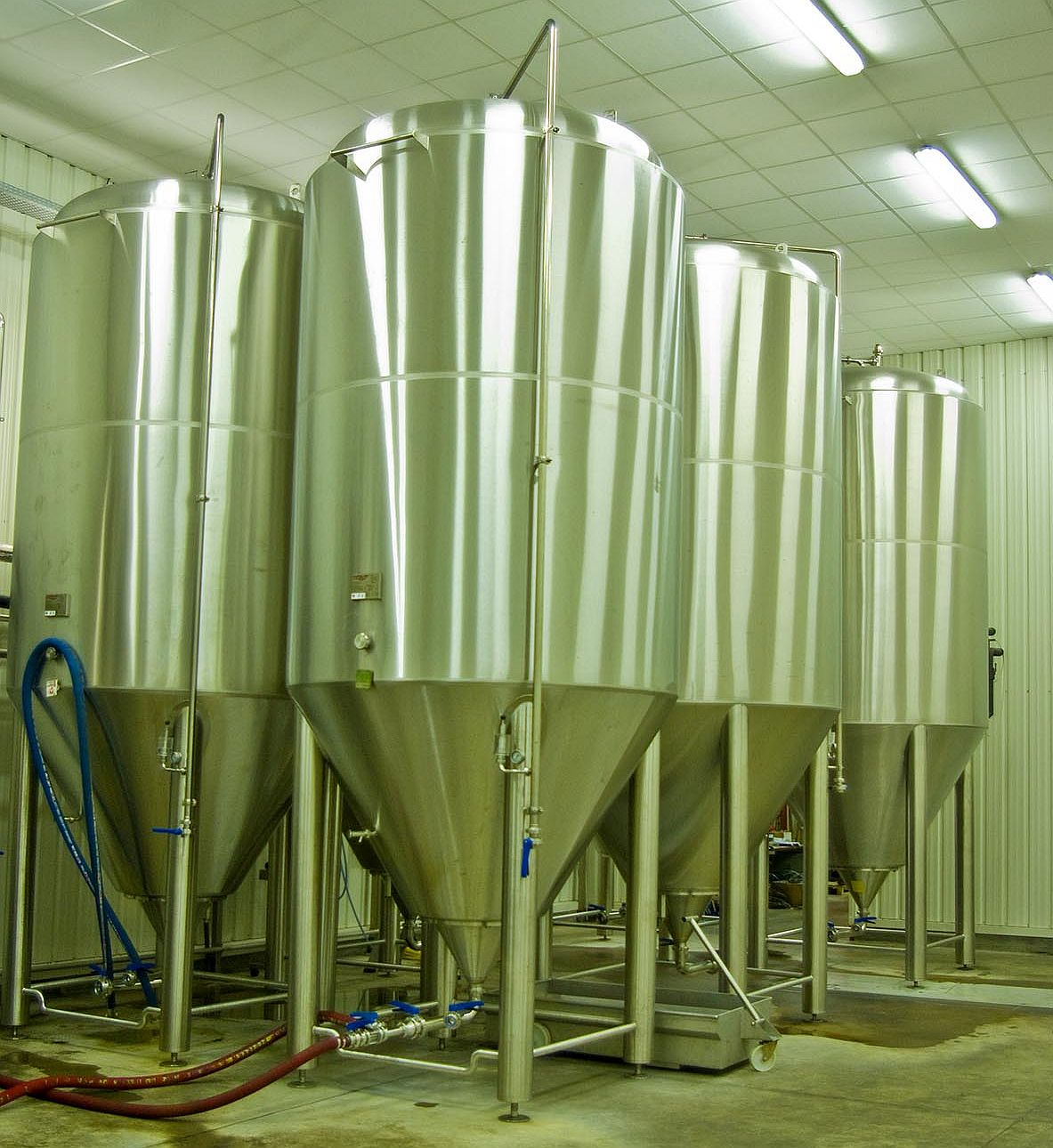
Moderni serbatoi di fermentazione.

La fermentazione secondaria, detta anche maturazione, invece consiste nel lasciare per circa quattro o cinque settimane la birra in grosse vasche di maturazione a una temperatura compresa fra 0 e 2 °C. Questa operazione permette di saturare di anidride carbonica la birra e di far depositare i residui di lievito, oltre che armonizzare i vari ingredienti. In questa fase si forma la schiuma.
Infine c'è la pastorizzazione che è un processo a cui non tutte le birre vengono sottoposte. Consiste nel portare la birra alla temperatura di 60 °C per distruggere alcuni microrganismi e quindi conservare maggiormente il prodotto. La birra non pastorizzata viene definita "cruda".
Alla fine del processo alcune birre vengono illimpidite tramite filtrazione (più o meno stretta) per togliere loro i residui di opacità e velatura; successivamente sono imbottigliate o infustate. Una birra che non ha subito l'operazione di illimpidimento prima dell'imbottigliamento (o infustamento) è detta "non filtrata".
La carbonazione (aggiunta o sviluppo di anidride carbonica per ottenere la frizzantezza desiderata) può essere ottenuta per aggiunta diretta al prodotto (nel caso di alcune produzioni industriali), o effettuando in modo ermetico l'ultima parte della fermentazione, in modo che la CO2 prodotta dalla stessa si disciolga nella birra. Un'altra tecnica - tipica ad esempio di alcuni stili di birra belga, delle weizen e di gran parte delle birre artigianali - è quella della rifermentazione, che può avvenire in fusto, "cask" o in bottiglia. Con questo procedimento, prima di chiudere ermeticamente il contenitore 
viene aggiunta una piccola quantità di zucchero o altra sostanza fermentabile, e del lievito (solo nel caso in cui quello ancora presente in sospensione non sia sufficiente). Si sviluppa così una rifermentazione che produce la quantità desiderata di anidride carbonica che all'interno del contenitore ermetico non può che disciogliersi nella birra. Si può determinare anche un lieve innalzamento della gradazione alcolica, che tuttavia è marginale e non rappresenta lo scopo del procedimento.

### La produzione industriale
Il processo produttivo della birra viene chiamato "birrificazione" o "brassaggio" e richiede numerose fasi di lavorazione. La prima di queste fasi è la "maltificazione" (detta anche "maltazione"): l'orzo o gli altri cereali, dopo essere stati selezionati e ripuliti, vengono immessi nelle vasche di macerazione dove ricevono l'acqua e l'ossigeno necessario per la germinazione. In taluni casi i cereali sono (parzialmente) impiegati anche non maltati.

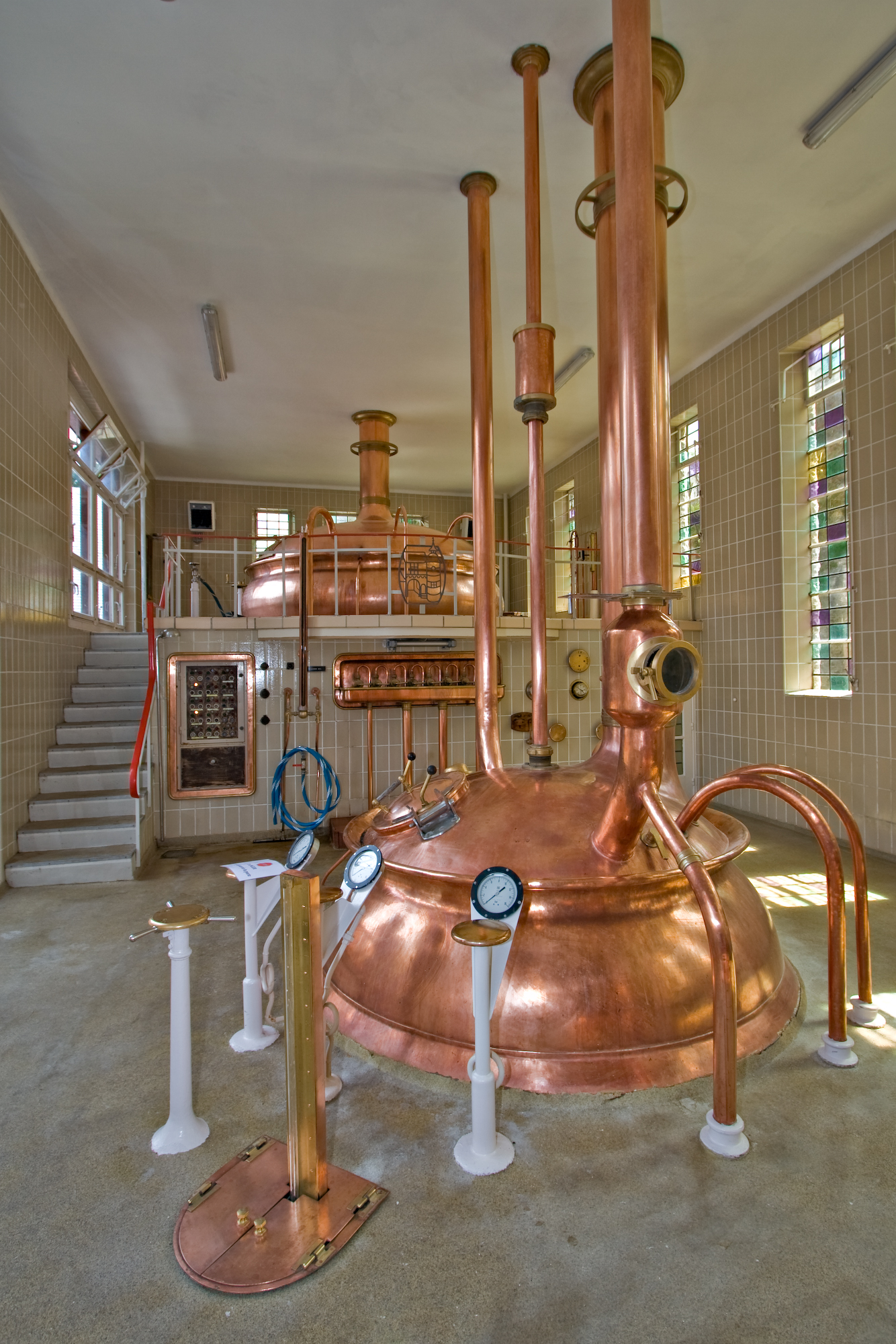
La sala di cottura della brasserie de Rochefort in Belgio.

Questo processo dura in genere tre o quattro giorni durante i quali l'acqua è mantenuta a temperature comprese fra i 12 e i 15 °C e viene continuamente cambiata. Una volta che è stato raggiunto il grado di umidità sufficiente, l'orzo viene messo a germinare per circa una settimana nei cassoni di germinazione o comunque in un luogo ben aerato.
Tra le fasi del processo produttivo la fase di fermentazione del mosto è quella che non solo determina il carattere e il contenuto alcolico della birra, ma è pure origine di una serie rilevante di sostanze che ne influenzano gli aspetti organolettici non solo gustativi e di struttura, ma anche di sensazioni odorose e aromatiche.
Vi sono due tipi di fermentazione: l'alta fermentazione e la bassa fermentazione. Questi due procedimenti diversi sono alla base della classificazione nei due distinti macro tipi di birra omonimi. Si veda Classificazione dove viene spiegato che in realtà esiste, seppur pochissimo diffusa, anche un terzo tipo di fermentazione. Il diverso intervallo di temperatura a cui si svolgono i due tipi di fermentazione è una condizione fisica imprescindibile per lo svolgimento dei processi enzimatici e chimici peculiari dei due ceppi di lieviti distinti.

Dal punto di vista terminologico la dizione "alta" e "bassa" relativa alla fermentazione del mosto di birra non è (in prima battuta) legata al diverso intervallo di temperatura, più alto nell'utilizzo del Saccharomyces cerevisiae per le birre Ale e più basso nell'utilizzo del Saccharomyces carlsbergensis per le birre Lager. Anche se abbastanza diffusa, questa spiegazione è tuttavia errata. La dizione infatti è principalmente legata al movimento dei lieviti esauriti nel tino a fine fermentazione: il cerevisiae sale in "alto" ovvero in superficie, il carlsbergensis scende in "basso", ovvero sul fondo. Il movimento in alto e in basso è conseguenza della specificità metabolica dei due lieviti diversi.

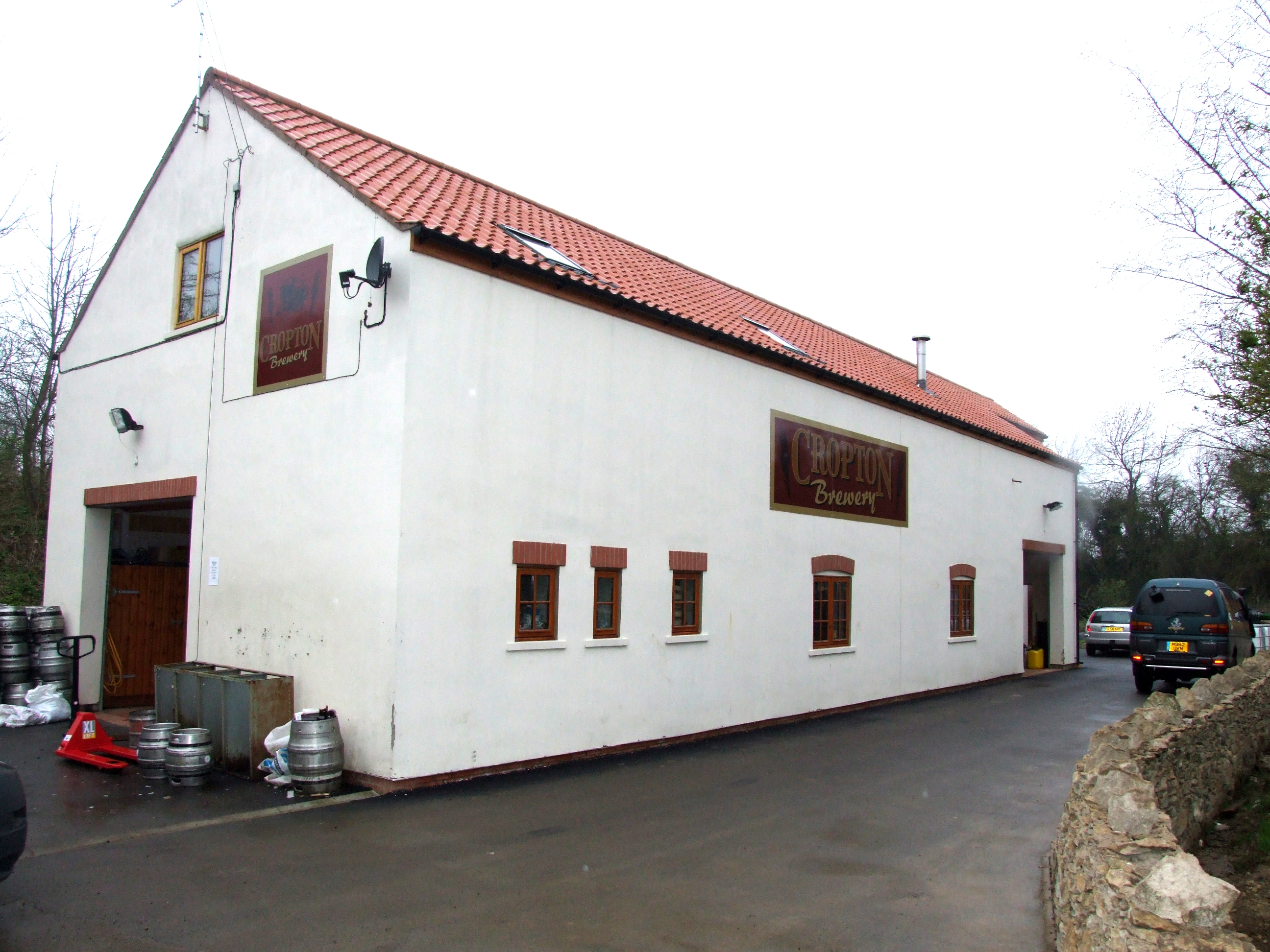
Il microbirrificio Cropton nello Yorkshire in Inghilterra.

Fu lo stesso Emil Christian Hansen, lo scienziato danese che nel laboratorio della Carlsberg per primo utilizzò il tipo di lievito che poi prenderà il suo nome, a suddividere i lieviti per la produzione della birra in top-fermenting (alta fermentazione, ove top si riferisce al fatto che "si dirigono in alto") e in bottom-fermenting (bassa fermentazione, ove bottom si riferisce al fatto che "si dirigono in basso").
Nei birrifici, quando si produce una birra di stile ale, si può assistere alla consueta operazione di raccolta della massa di lievito sulla superficie del tino con l'impiego del tradizionale "cucchiaione". Invece, nei serbatoi ove si è svolta la fermentazione di una birra di stile lager, il lievito forma una specie di marmellata che si adagia sul fondo della vasca da dove viene poi estratto.

### La produzione casalinga

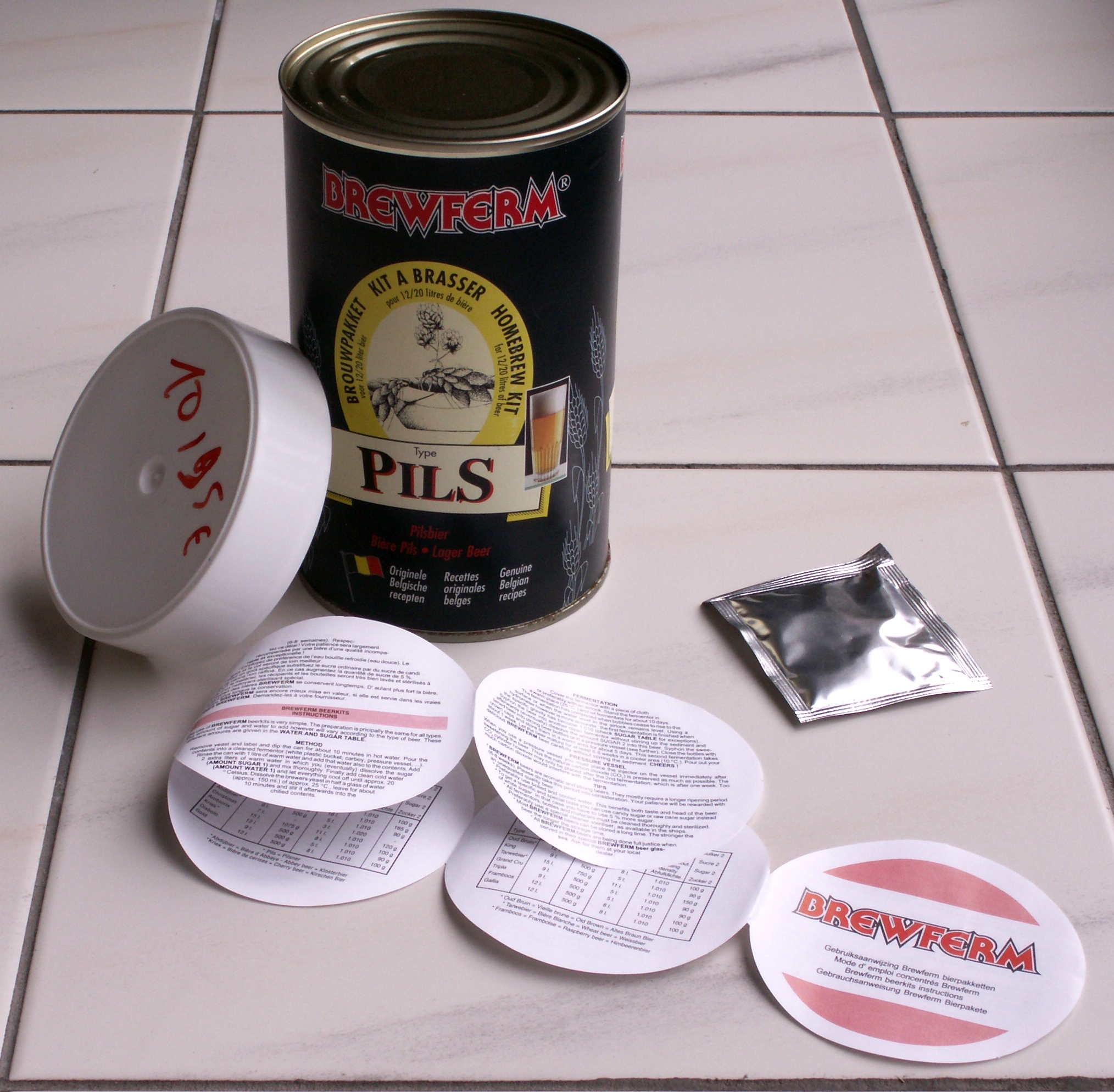
Un kit per la produzione casalinga di birra, comprende estratto di malto luppolato, lievito e istruzioni.

Accanto a questo business mondiale è molto attiva anche la produzione casalinga che rispecchia nel piccolo la produzione industriale. La produzione casalinga di birra è legale in Italia solamente dal 1995, anno in cui venne approvato il decreto legislativo 26 ottobre 1995, n. 504.
In genere le attrezzature necessarie per una birrificazione casalinga sono raccolte in kit e distribuite da ditte specializzate. Sempre più diffusa è però la tendenza a procurarsi e costruirsi da soli gli strumenti necessari.
Per la produzione casalinga è possibile adottare tre diverse tecniche che differiscono tra di loro per la difficoltà e per la qualità del prodotto finale:
- birra da estratto di malto luppolato
- birra da estratto di malto non luppolato con o senza aggiunta di grani speciali
- birra da all grain (partendo dai grani di malto e dagli altri ingredienti non preparati in precedenza).

La produzione di birra da estratto salta alcune fasi importanti del processo, tra cui l'ammostatura (mashing) e il lavaggio delle trebbie (sparging). Per questa ragione non è da considerarsi propriamente "birrificazione".
Negli ultimi anni sta prendendo piede presso gli appassionati una variante della tecnica All Grain, la BIAB (acronimo di "Brewing in a bag"). I grani macinati sono introdotti nella pentola di "mashing" all'interno di una sacca filtro, che può essere comodamente rimossa prima della bollitura. Saltando la fase di "sparging", la tecnica BIAB permette di ridurre notevolmente costi e tempi di produzione.

## Ingredienti

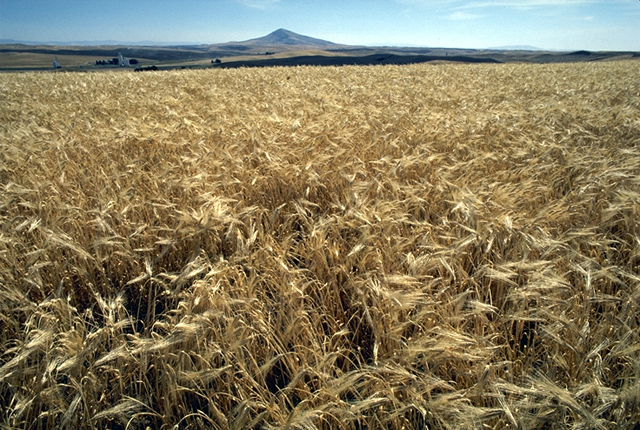
Un campo d'orzo.

### I cereali
La produzione di birra è possibile con qualunque tipo di cereale. Questo però deve essere preparato affinché i suoi zuccheri diventino fermentescibili. In alcuni casi è sufficiente una semplice cottura, come nel caso del mais, mentre in altri casi è necessario "maltare" il cereale.

#### Il malto

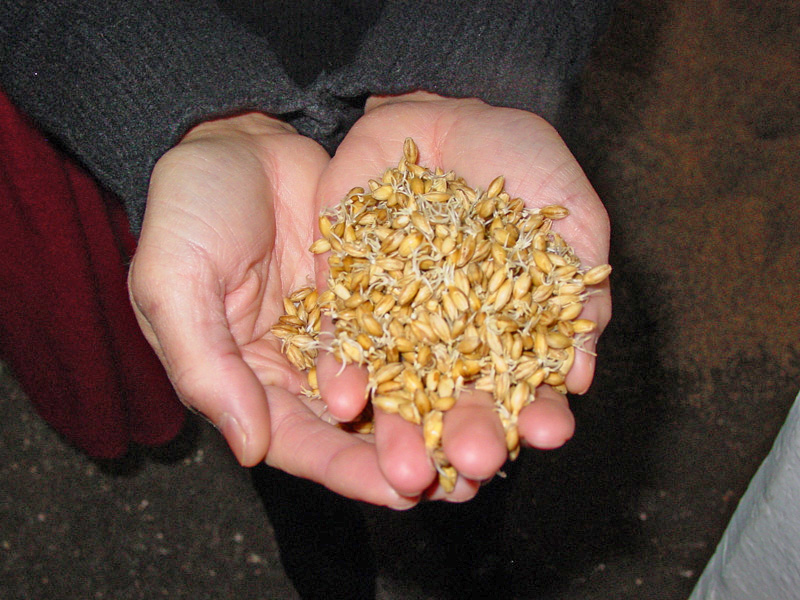
Orzo maltato (germinato).

Il malto non è altro che un cereale germinato, in particolare l'orzo. Infatti, gli zuccheri contenuti nei chicchi d'orzo non sono immediatamente accessibili. È quindi necessario attivare un enzima presente nel chicco stesso. Questo enzima parteciperà alla riduzione delle lunghe catene di zuccheri. L'attivazione dell'enzima consiste semplicemente nel far germinare i chicchi. Quando si ritiene che l'attivazione enzimatica della germinazione sia arrivata allo stato ottimale, si interrompe il processo, riducendo l'umidità nei chicchi fino al suo valore minimo mediante l'essiccazione. Questo prodotto viene chiamato "malto verde". A questo punto bisogna cuocerlo per ottenere il "malto secco". A basse temperature si ottiene il minimo effetto di tostatura e si parla di "malti chiari". In proporzione a quanto si aumenta la temperatura del forno e/o il tempo di permanenza in esso, il malto risultante diventa più scuro. Si può arrivare fino al punto di bruciarlo producendo così i "malti neri" o "malti torrefatti". Il grado di tostatura del malto determina il colore della birra.
Quando non si tratti di orzo, allora si specifica il cereale di partenza (malto di frumento, malto di avena, ecc.).

#### Miscela
Il termine "miscela", il cui nome tecnico è "grist", si riferisce ai cereali e ai tipi di malto che si utilizzeranno per preparare il mosto. Questi infatti possono essere composti da un solo tipo di orzo maltato, oppure da una "miscela" di diversi tipi, oppure ancora da diversi malti di orzo ed altri cereali maltati e non. Le proporzioni e i componenti di questa miscela sono fondamentali per la scelta e la determinazione dello stile di birra che si vuole produrre.

#### Tipi di grano

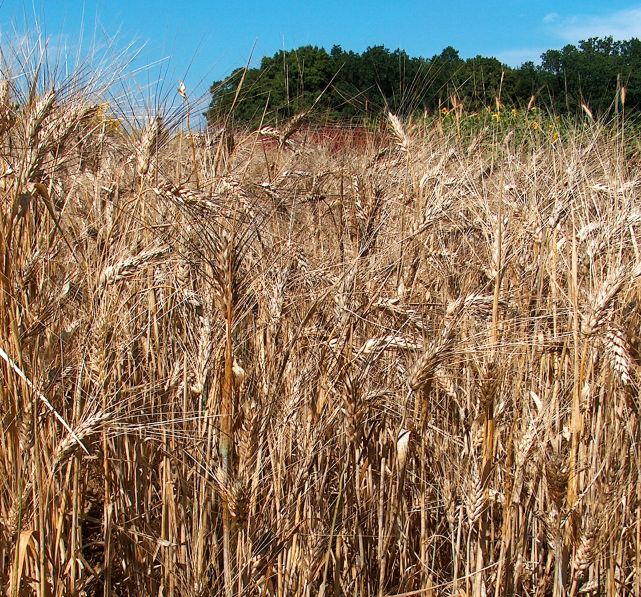
Il frumento.

I diversi cereali che si utilizzano per produrre birra presentano ognuno una serie di varietà botaniche che moltiplicano le possibilità di scelta del birraio. Si possono trovare sul mercato fino a 60 tipi diversi di grano, numero che aumenta considerevolmente se teniamo conto anche dei malti caserecci. Di base, i cereali si possono distinguere in quattro categorie:
- Malti di base: sono malti chiari, poco cotti, con un grande potere enzimatico, che in genere formano la grande maggioranza, se non la totalità, della miscela. Fra essi il Pale Ale e il Pils, dal nome delle birre per cui vengono tipicamente impiegati; a volte sono commercializzati con il nome della varietà di orzo da cui sono ricavati, come il Maris Otter, un malto di tipo Pale.
- Malti additivi: sono malti di colore scuro, dall'ambrato al nero, che sono stati cotti parecchio e che hanno perso tutto il loro potere enzimatico. In genere vengono usati in piccole quantità per influire sul colore o sul gusto della birra, oppure per motivi specifici della produzione della singola birra.
- Malti misti: si tratta di malti che sono tostati maggiormente rispetto ai malti di base, tuttavia conservano proprietà enzimatiche sufficienti per poter essere usati sia come base, sia come additivi. In questa categoria incontriamo i malti color caramello o quelli ambrati conosciuti in Inghilterra come cristal.
- Cereali crudi[N 4], tostati o in gelatina: i cereali possono essere utilizzati senza essere stati maltati per conferire gusto, aroma e altre caratteristiche alla birra. In genere si utilizzano in piccole quantità. Gli amidi dei cereali crudi sono trasformati dagli enzimi rilasciati nel mosto dai cereali maltati.

### Additivi aromatici

#### Luppolo

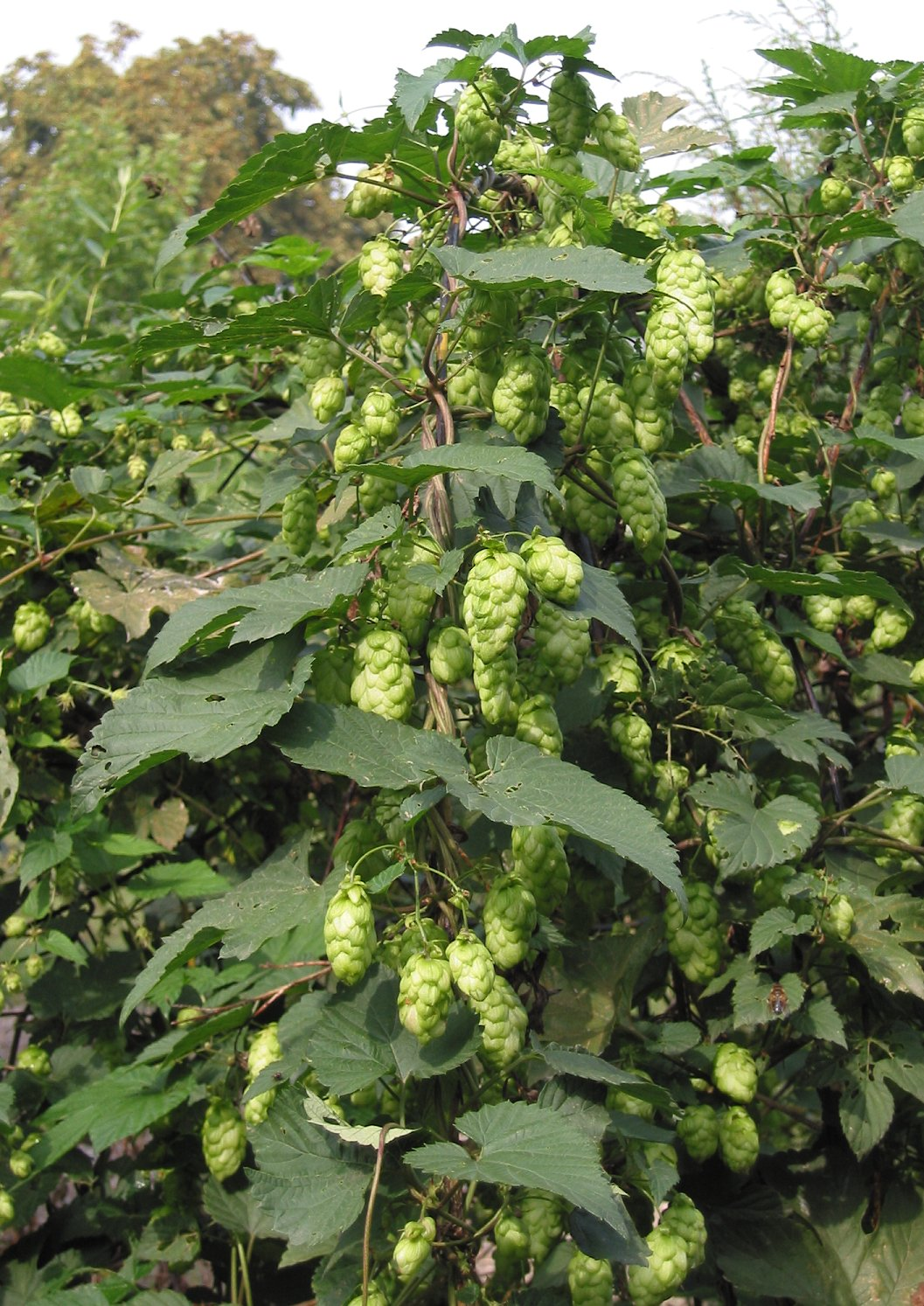
Il luppolo.

L'additivo principale usato per compensare la dolcezza del malto, è il luppolo, introdotto nella produzione alla fine del primo millennio e diffusosi a partire dal XVI secolo. Di questa pianta si utilizzano i fiori femminili non fecondati. Alla base della sua brattea c'è una ghiandola che contiene la luppolina, che è la sostanza che conferirà il sapore amaro alla birra. I responsabili di questa amarezza sono gli acidi amari (in particolare gli alfa acidi, e in misura minore i beta acidi) mentre gli oli essenziali, costituiti da composti volatili e delicati a base di esteri e di resine, contribuiscono all'aroma. Esistono numerose varietà botaniche di luppolo e sono oggetto di studio intenso. Il luppolo è la causa della stimolazione dell'appetito che produce la birra. Vengono classificati in diverse categorie:
- luppoli da amaro: si tratta di luppoli caratterizzati da una elevata percentuale di alfa acidi e per questo economicamente convenienti per apportare amaro; vengono perciò generalmente usati all'inizio della bollitura per massimizzarne l'estrazione. Le loro proprietà aromatiche sono quindi di minor interesse, benché per certe varietà possono risultare di buona qualità.
- luppoli da aroma: particolarmente pregiati per il loro apporto aromatico e utilizzati in tal senso, generalmente a fine bollitura per non disperdere gli aromi volatili. Il loro apporto di alfa acidi, talvolta molto basso, è quindi di minor interesse, per quanto possa essere elevato in alcune varietà. In questa categoria si conoscono specialmente il saaz che caratterizza lo stile pilsner, lo spalt ed il tettnang nell'area tedesca, le varietà golding e fuggle, nell'area anglofona. Esistono anche varietà americane, dalle spiccate note agrumate in aroma (Cascade, Amarillo e Centennial). La estremizzazione dell'uso dei luppoli da aroma si ha quando si usa la tecnica del dry hopping (luppolatura a freddo)[32] che prevede l'immissione del luppolo (spesso fresco) nella fase finale della prima fermentazione o, più frequentemente, in maturazione. L'impatto a livello olfattivo e aromatico sul prodotto del dry hopping è facilmente riconoscibile, soprattutto negli stili caratterizzati da una luppolatura intensa, quali IPA e APA.
- luppoli ambivalenti: caratterizzati da un'alta percentuale di alfa acidi e di buone qualità aromatiche, possono essere impiegati sia per aroma che per amaro.

Il luppolo è molto delicato e viene normalmente essiccato subito dopo il raccolto che avviene dalla fine di agosto ad ottobre a seconda delle varietà e del microclima della zona di coltivazione. L'impiego di luppolo non essiccato è di recente introduzione e solo per alcune birre stagionali: in tal caso deve essere impiegato nella preparazione della birra entro poche ore dal raccolto. Il luppolo sul mercato si trova in diverse forme: coni essiccati pressati, in plug (coni pressati in grosse pastiglie) oppure macinato e estruso in piccoli pellet; diffuso, specie nella produzione industriale, l'uso di estratti di luppolo.
La varietà e la freschezza del luppolo influenzano sensibilmente le caratteristiche finali della birra.

#### Altri additivi
Oltre al luppolo, nella storia si sono usati numerosissimi additivi botanici per la birra, tra cui:
- Frutta. Normalmente fermentando il mosto della frutta si ottiene una bevanda alcolica, come ad esempio il vino. Tuttavia esistono molte birre nel cui processo produttivo si aggiunge frutta o succo di frutta o sciroppo prima della fermentazione. Si ha così un'ulteriore aggiunta di zuccheri che provocano una seconda fermentazione. L'uso della frutta è tipico di alcune varietà di lambic, che impiegano tradizionalmente la griotta (varietà di amarena del Belgio) e il lampone; la frutta viene altresì impiegata anche in altre birre a base differente dal lambic. L'uso della frutta dona alla birra la tipica freschezza da acidità.
- Piante. Oltre al luppolo di cui si è già parlato, le birre sono aromatizzate con altri tipi di piante (in aggiunta o in sostituzione del luppolo stesso) come ad esempio la canapa, il rosmarino, la castagna e il tabacco.
- Spezie. Prima della grande diffusione del luppolo e delle altre piante aromatiche, le spezie trovarono il loro momento di gloria. Nel XXI secolo rimangono birre aromatizzate con zenzero, coriandolo, bucce d'arancia, pepe e noce moscata.
- Altro. La birra può servire come sostanza ausiliaria o di supporto alle varie sperimentazioni dei produttori più audaci. Citiamo come esempi la birra aromatizzata col miele, tipica dei microbirrifici francesi, o la birra con uva o mosto d'uva, prodotta in particolare da microbirrifici italiani tanto da aver dato origine ad un nuovo stile riconosciuto, quello delle Italian Grape Ale (IGA).[33][34]

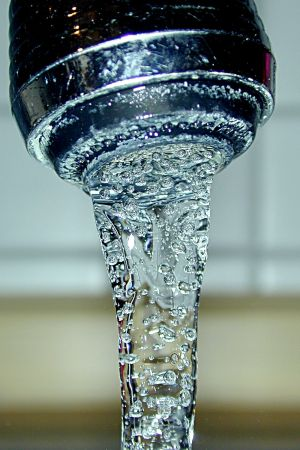
L'acqua.

### L'acqua
La birra è composta dall'85% al 92% di acqua. Oltre alle caratteristiche minerali e batteriologiche di potabilità che obbligatoriamente deve avere, ogni birra richiederà una qualità differente di acqua: talune necessitano di acque poco mineralizzate, altre acque più dure con molto calcare. Nella moderna produzione quasi nessuna birra viene prodotta con l'acqua così come fluisce, ma con acqua che viene prima trattata nel birrificio in modo da avere sempre le stesse caratteristiche e non alterare la ricetta. In particolare l'acqua viene a volte filtrata o demineralizzata al fine di ridurre la durezza. Solitamente viene anche sottoposta a procedimento di declorazione preliminare sia per ragioni produttive che organolettiche.
Tra i minerali dell'acqua che interessano maggiormente i birrai ci sono il calcio, i solfati e i cloruri. Il calcio aumenta la separazione del malto e del luppolo nella macerazione e nella cottura, e scurisce la birra dandole opacità e torbidezza. Il rame, il manganese e lo zinco inibiscono la flocculazione dei lieviti. I solfati rinforzano l'amarezza e la secchezza del luppolo. I cloruri danno una tessitura più piena e rinforzano la dolcezza.
Nella moderna produzione si ha un consumo di circa tre ettolitri d'acqua per ogni ettolitro di birra prodotta.

### Il lievito

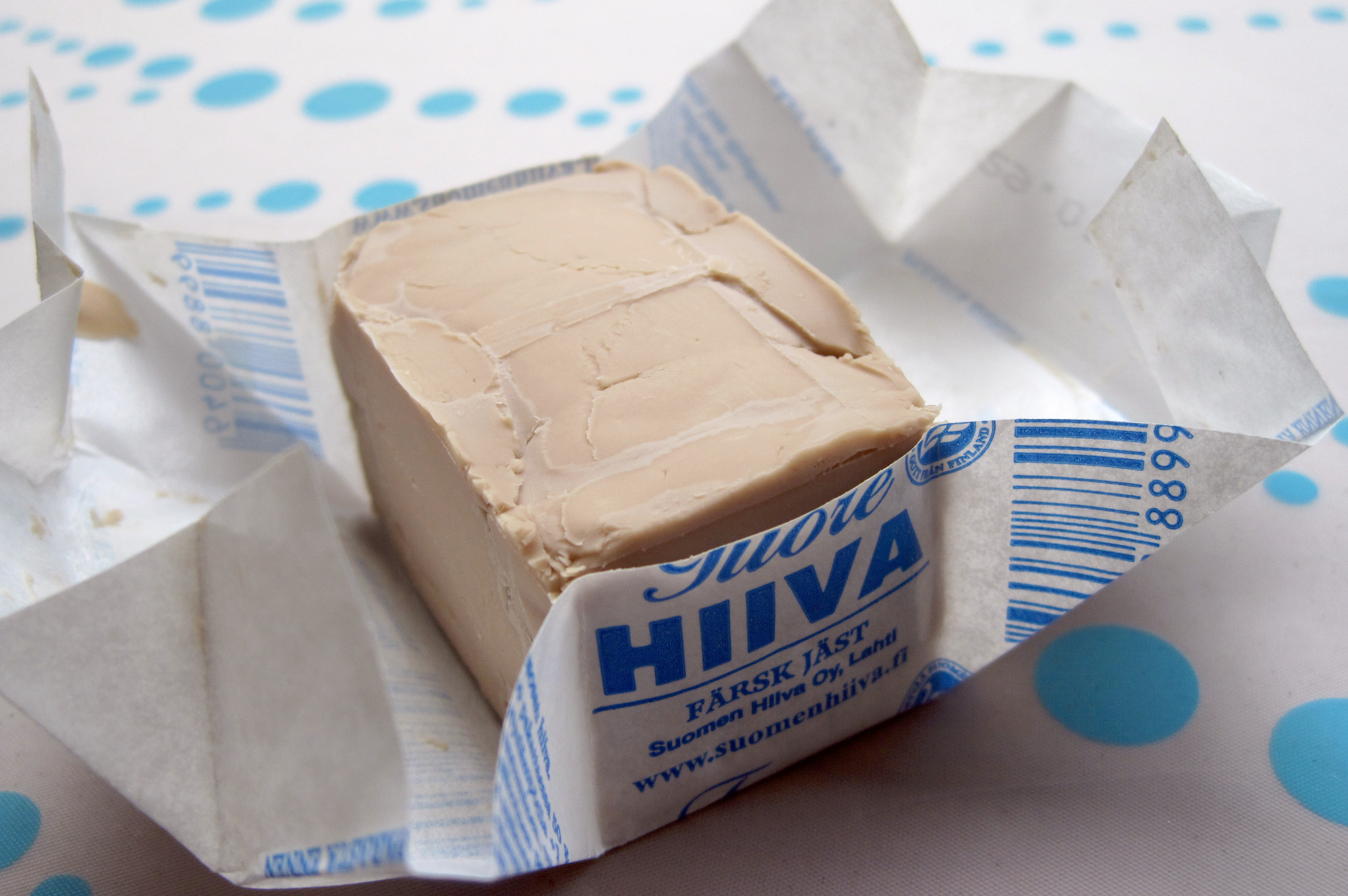
Il lievito fresco.

La maggior parte degli stili di birra si produce utilizzando una delle due specie di microrganismi unicellulari del tipo Saccharomyces, comunemente chiamati lieviti. Si tratta di funghi che consumano zuccheri e producono alcol e anidride carbonica. Esistono fondamentalmente due famiglie di lieviti che definiscono i due più grandi gruppi di birre:
- Lieviti ad alta fermentazione, come il Saccharomyces cerevisiae, che si trova nei fusti dei cereali e nella bocca dei mammiferi. Si tratta del tipo di fermentazione che si incontra normalmente in natura e agisce a temperature tra i 12 e 24 °C. Durante il processo il lievito sale in superficie del tino di fermentazione situandosi sulla superficie del mosto. Questo lievito fu scoperto da Louis Pasteur nel 1852 durante i suoi studi sulla birra. Le birre ottenute da questi lieviti vengono genericamente denominate "Ale".
- Lieviti a bassa fermentazione, come il Saccharomyces carlsbergensis. Sono stati scoperti quasi involontariamente dai birrai del sud della Germania che mettevano le loro birre a maturare nelle grotte delle Alpi. Questi funghi, della specie Saccharomyces uvarum, agiscono a temperature comprese fra 7 e 13 °C e durante il processo si depositano sul fondo del fermentatore. Le birre ottenute vengono genericamente denominate "lager", termine che deriva dal tedesco e significa magazzino, dove la birra viene conservata "al fresco".

Nella produzione della birra, specialmente in quella chiamata a fermentazione spontanea, possono intervenire anche altri lieviti. In queste birre il produttore non ne seleziona nessuno in particolare, ma permette a tutti i microrganismi presenti nell'aria (dell'ambiente circostante) di introdursi nel mosto. In questo modo intervengono, oltre al Saccharomyces, più di 50 fermentatori differenti tra cui il Lactobacillus, che è un batterio che produce l'acido lattico, ed il Brettanomyces (altro genere di lievito), che produce l'acido acetico. Queste birre, che vengono chiamate Lambic, sono dunque acide per definizione, e la loro produzione richiede procedimenti speciali destinati a ribassarne il grado di acidità.

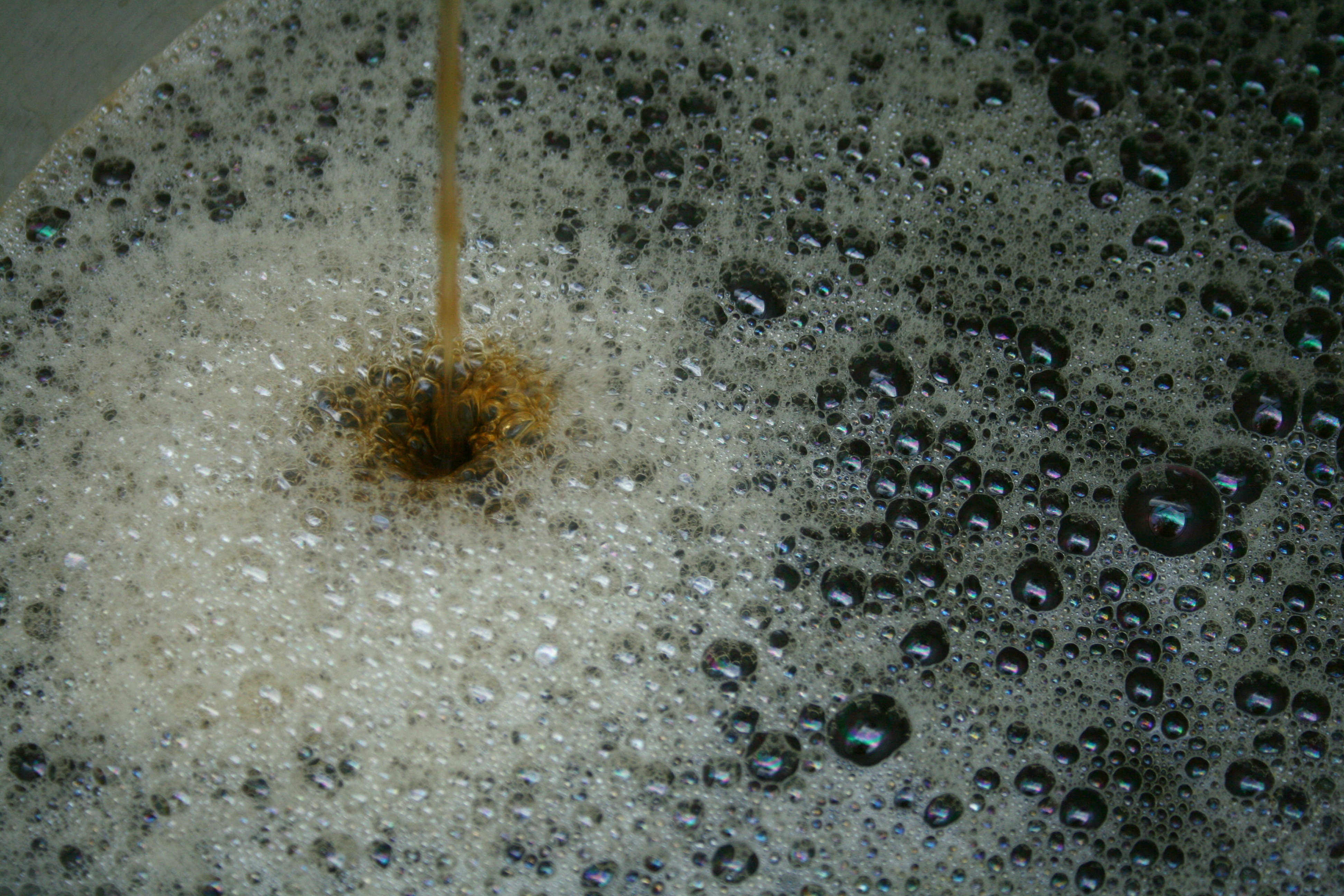
Il mosto prima della cottura e dell'aggiunta del luppolo.

## Classificazione

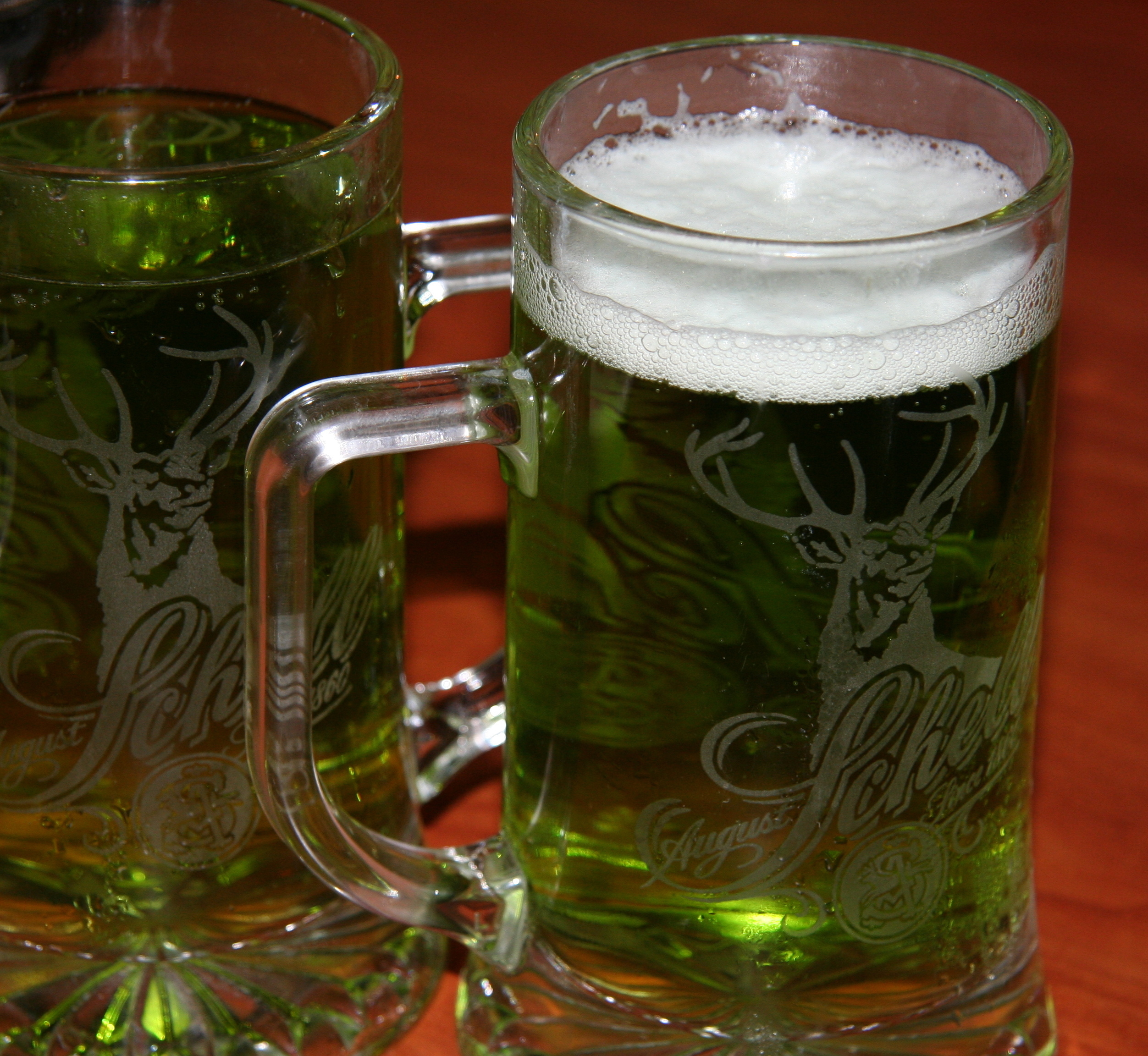
Boccali di birra mescolati con colorante verde per la festa di San Patrizio.

Sono numerose le possibilità di classificazione delle birre. Quella che trova maggior impiego fa riferimento al tipo di lievito utilizzato e, conseguentemente, al tipo di fermentazione. In questo senso le birre si dividono in tre grandi famiglie:
- Ale: sono prodotte con i lieviti della specie Saccharomyces cerevisiae e seguono un processo ad "alta fermentazione" che predilige temperature elevate. È il procedimento più antico che rimane tuttavia ancora profondamente radicato specie nella cultura birraria britannica e fiamminga.
- Lager: sono prodotte con i lieviti della specie Saccharomyces carlsbergensis e seguono un processo a "fermentazione bassa" che predilige temperature basse. Il procedimento industriale è più recente e garantisce una maggior stabilità e ripetibilità, permettendo a queste birre di essere di gran lunga le più diffuse sul mercato.
- Lambic: sono prodotte esclusivamente in una regione del Belgio meridionale, dove il mosto è esposto a lieviti indigeni selvatici, come il Brettanomyces bruxellensis; il processo si sviluppa seguendo una "fermentazione spontanea", che conferisce a queste birre caratteristiche uniche al mondo.

Spesso alle ale sono riconosciute caratteristiche di maggior complessità grazie agli aromi floreali, speziati e fruttati, mentre le lager sono più frequentemente "pulite" ed evidenziano soprattutto il carattere di malto e luppolo.
Un'altra classificazione particolarmente intuitiva, ma poco significativa se utilizzata come unico fattore di discriminazione, è quella basata sull'indicizzazione del colore, generalmente misurato sulla scala SRM. Il colore dipende dalla durata e temperatura di tostatura subita dai cereali impiegati, anche se in alcuni rari casi può essere alterato da coloranti naturali come la clorofilla assumendo una colorazione verde smeraldo. Altra caratteristica visiva della birra è data dalla limpidezza o dalla opacità generalmente dovuta alla presenza di lievito in sospensione (nelle birre di produzione industriale il lievito viene eliminato prima dell'imbottigliamento per mezzo di filtri).
Esiste anche una classificazione relativa al grado di amarezza percepito, misurato sulla scala IBU (International Bitterness Unit).
Un'ulteriore classificazione è legata al grado alcolico, generalmente misurato in percentuale di alcol sul volume della bevanda ("titolo alcolometrico volumico"), o alla quantità di zuccheri fermentescibili presenti nel mosto prima della fermentazione misurata in gradi Plato. Questo tipo di tassonomia ha particolare significato per l'industria e il fisco. Ogni nazione ha denominazioni caratteristiche talvolta derivanti dalla tradizione.

### Stili birrari
Uno stile di birra contraddistingue la bevanda tenendo conto delle caratteristiche dette in precedenza quali colore, aroma, sapore, gradazione alcolica, ingredienti e ricetta, tipo di lievito utilizzato, tipo di fermentazione. Ogni stile ha una sua origine e storia e si è evoluto seguendo non solo tendenze di mercato ma anche l'evoluzione tecnologica e la convenienza economica, talora legata anche alla tassazione. Visti i vari tipi di classificazione possibili, una rigorosa suddivisione tassonomica non è applicabile: per comodità si possono suddividere a grandi linee a seconda del tipo di fermentazione, tenendo conto che fra le birre ad alta fermentazione per stout e birre di frumento non viene solitamente usata la denominazione di ale.

#### Ale

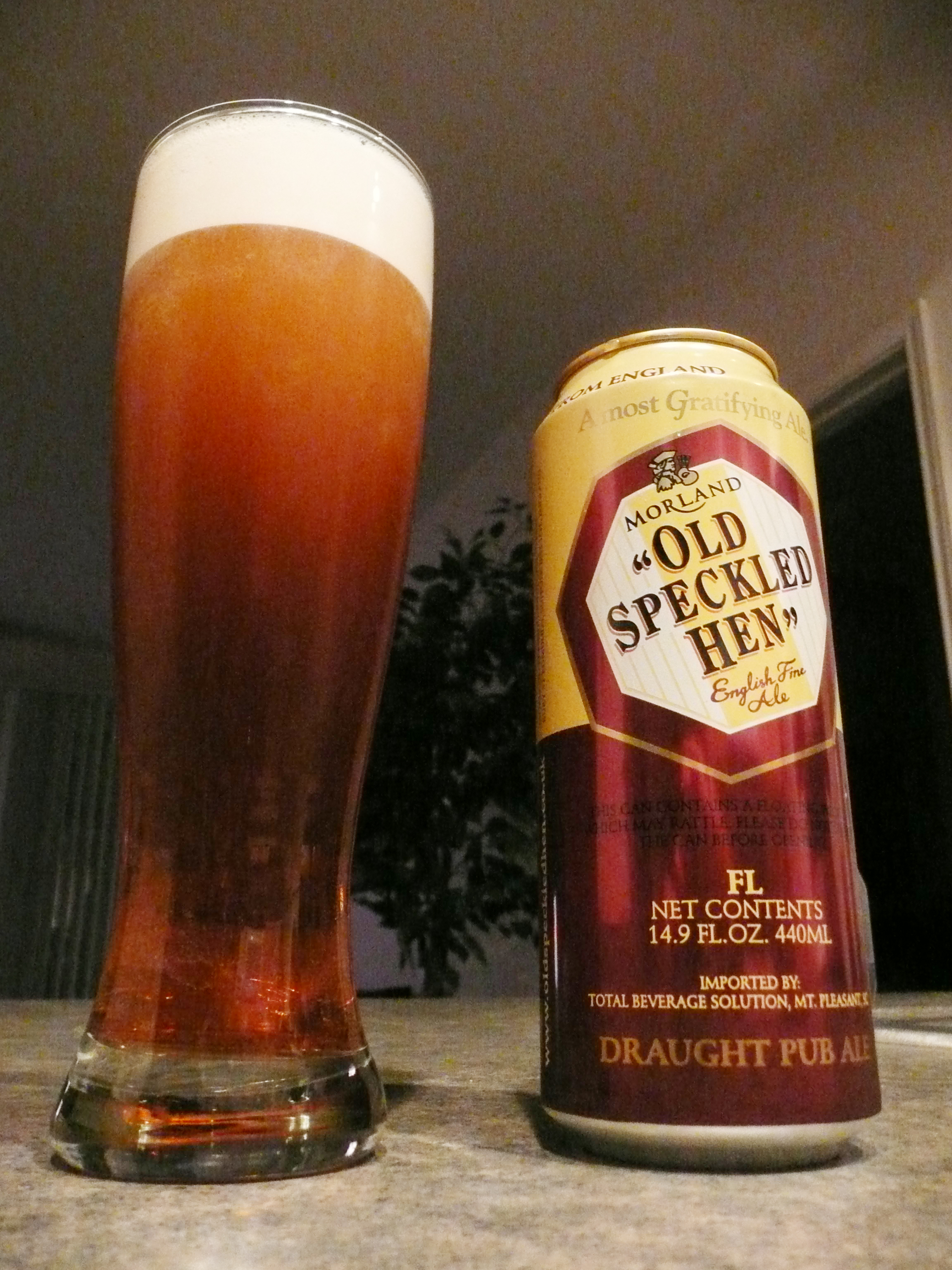
Un'ambrata bitter inglese, della famiglia delle ale.

Le ale sono birre prodotte ad alta fermentazione. A questa grande famiglia appartengono stili birrari molto differenti: alcuni strettamente legati ad aree geografiche più o meno ristrette, come le ale belghe, altri di carattere più sovranazionale, come le birre di frumento che trovano comunque sfumature di regione in regione.
Le ale inglesi hanno un carattere fruttato, anche se meno evidente di quello delle belghe, e spesso evidenziano maggiormente il malto e il luppolo. Si distinguono tra esse gli stili:
- bitter: costituiscono lo stile base inglese. Spesso ambrate e di gradazione piuttosto bassa (sotto i 10 gradi saccarometrici e 3,5%) e quasi sempre con un amaro pronunciato
- mild ale: sono birre ancora più leggere delle bitter, piuttosto scure e tendenti al dolce; delicate, ma saporite nonostante la bassa gradazione
- brown ale: possono esser considerate una versione un po' più forte delle mild
- winter e old ale: birre ambrate o scure "da meditazione", adatte alla stagione invernale per via della gradazione alcolica alta
- barley wine: letteralmente "vino d'orzo", sono birre molto forti (oltre 8% di alcool, con picchi che superano il 10%), a volte sciroppose o caramellate, piuttosto luppolate ma con l'amaro bilanciato dalla dolcezza del malto. Nel XXI secolo questo stile è ormai raro in Gran Bretagna, e trova la sua patria sempre più negli Stati Uniti
- India Pale Ale: originariamente prodotte nel Regno Unito per l'esportazione nelle colonie, erano caratterizzate da una luppolatura ed un amaro eccezionali. Nel XXI secolo sono diventate rare in Europa e in genere "poco rispettose" della tradizione. Gli Stati Uniti invece hanno rivitalizzato e fatto loro questo stile, dando vita alle american pale ale.

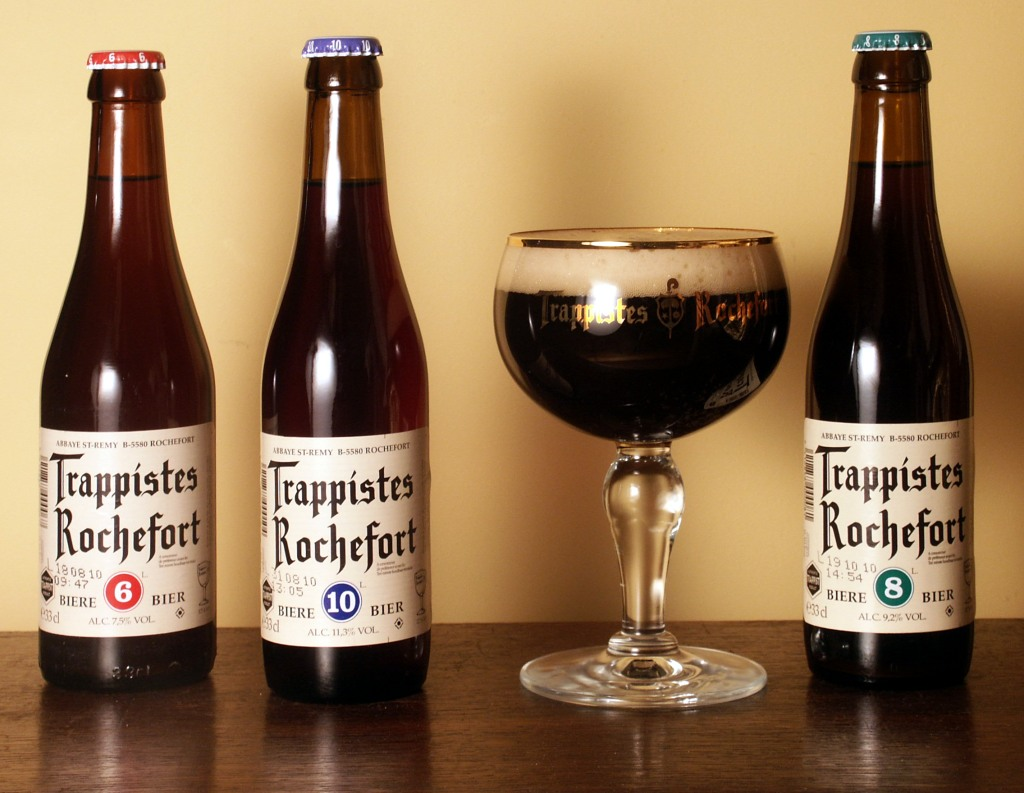
Tre varietà di una birra trappista belga.

Le ale belghe sono in genere più fruttate delle inglesi, spesso speziate ed a volte acidule. Gli stili di questo paese sono davvero tanti e molte birre fanno stile a sé. Tra i più riconosciuti troviamo:
- blond ale: pur costituendo uno stile non molto tradizionale sono molto diffuse e all'inizio del XXI secolo considerabili come stile "base"
- belgian pale ale: più tradizionali ma meno diffuse; sono affini alle cugine inglesi, ma con maggior carattere di lievito
- saison: molto caratterizzate; dorate o ambrate, a volte acidule, ben luppolate e speziate
- birre trappiste: in un certo senso più che uno stile (le birre sono piuttosto diverse fra loro) è un marchio di origine controllata: la denominazione è precisa e comporta che la birra sia effettivamente prodotta "da o sotto il controllo diretto di monaci trappisti". "Birra d'abbazia" è invece un termine meno significativo, che indica una bevanda la cui produzione è "laica" e che vanta una connessione storica con un'abbazia, talvolta non più esistente
- dubbel o double: di gradazione medio alta (7%), scure, amabili e maltate
- tripel o triple: bionde, ancora più forti (8-9% e più), fruttate e spesso relativamente luppolate
- golden ale: affini alle tripel, altrettanto forti o quasi, anch'esse bionde
- belgian strong ale: scure e forti, talvolta fantasiosamente denominate quadrupel.

Si annoverano infine alcuni "stili acidi" tipicamente belgi, sempre meno reperibili: le oud bruin, leggere e agrodolci, e le flemish red meno dolci e più acetiche, con commistioni tra i due stili.
Le ale tedesche annoverano le altbier di Düsseldorf - ambrate, non forti, maltate e piuttosto amare - e le chiare, leggere e delicate kölsch di Colonia. Sono entrambi degli stili ibridi in quanto fermentate con un lievito da alta fermentazione, ma ad una temperatura relativamente bassa e maturate ancora più al freddo. Hanno quindi gusto e aroma meno fruttato e più pulito rispetto alle vere e proprie ale.

#### Stout e Porter

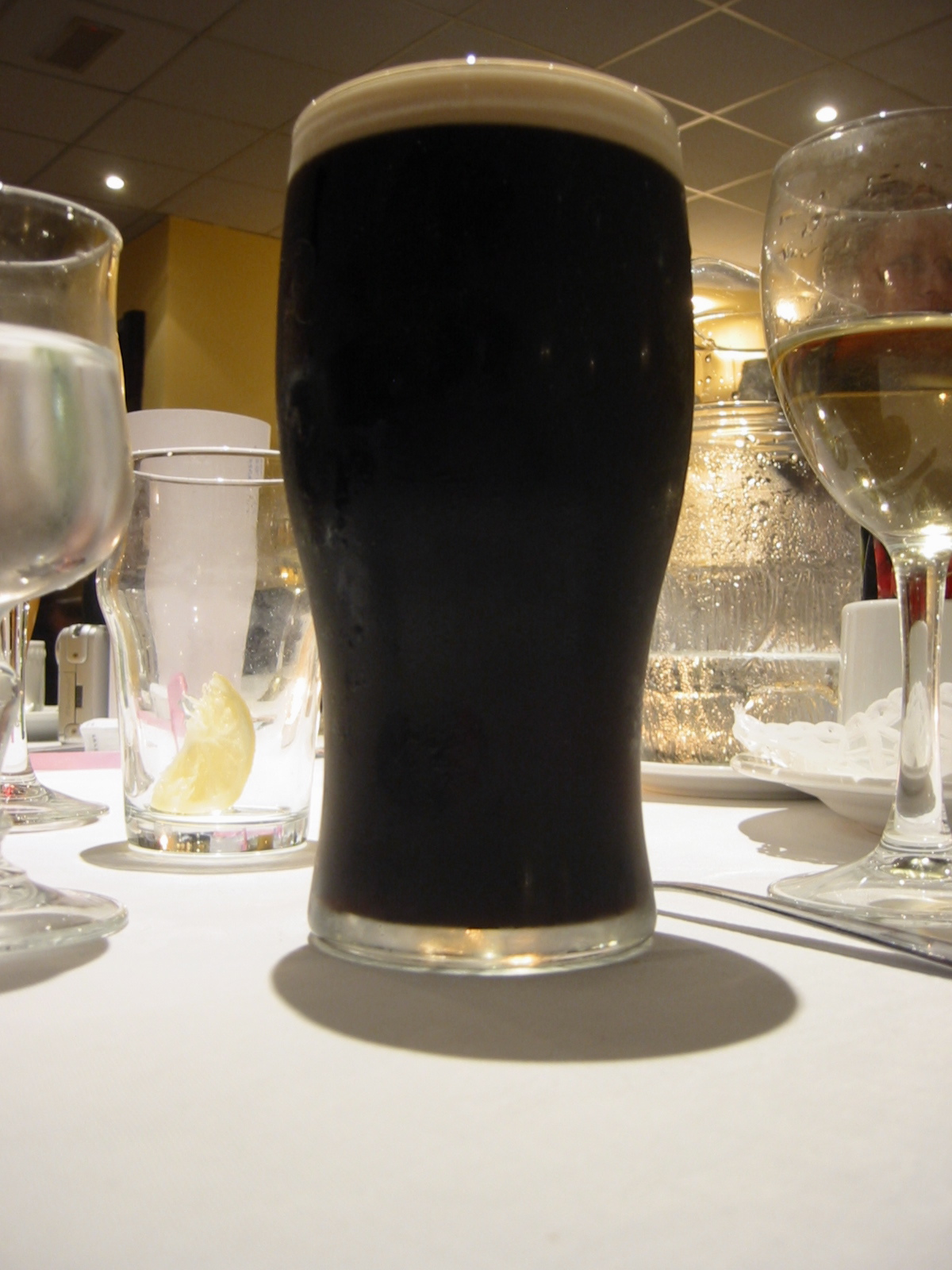
Una pinta di stout irlandese.

Le stout sono birre ad alta fermentazione, caratterizzate da un colore molto scuro, spesso nero, e una tostatura molto marcata (torrefazione); in genere, la gradazione è relativamente bassa e l'amaro intenso; l'aroma del luppolo è invece moderato, sovrastato da quelli tipici di cacao e caffè. Si possono distinguere:
- dry stout: rispecchiano in pieno queste caratteristiche e non presentano la minima traccia di dolcezza. La stout più conosciuta è l'irlandese Guinness
- sweet stout: pur mantenendo colore scuro e note tostate, sono meno amare. Tra esse la milk stout si distingue per l'uso di lattosio (non fermentescibile) per aumentarne la dolcezza
- oatmeal stout: di dolcezza intermedia, anch'esse ormai non molto diffuse, sono tipicamente vellutate grazie all'impiego di farina d'avena (in inglese appunto oatmeal)
- oyster stout: ci sono tracce dell'abbinamento tra stout e ostriche (oyster in inglese) fin dal 1800, in alcuni scritti di Benjamin Disraeli. Nel 1929 ci fu il primo utilizzo delle ostriche nella produzione di birra, dapprima in Nuova Zelanda, poi imitato anche a Londra[36]. Nel XXI secolo il termine oyster stout indica sia una stout fermentata con una manciata di ostriche nei tini, oppure semplicemente una bevanda che ben si accompagna ai molluschi
- imperial stout: sono un incrocio tra il carattere delle dry stout e la potenza dei barley wine: forti, amare, tostate ed un po' fruttate.
- porter: si possono considerare delle stout meno intense. Nei secoli scorsi lo stile generale di queste birre scure era indicato come porter, e quelle più forti venivano chiamate stout porter - e poi più semplicemente stout

#### Birre di frumento

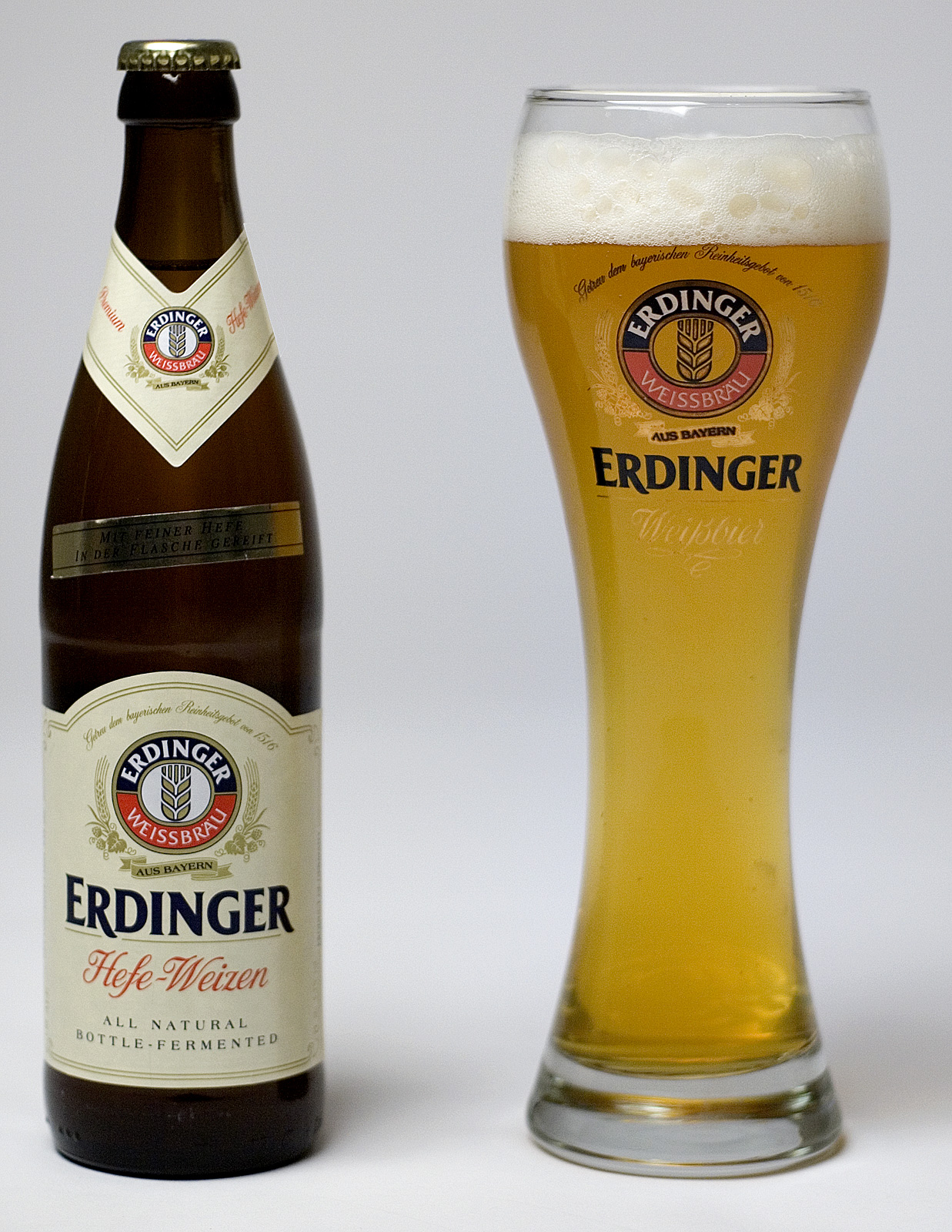
Una weizen tedesca, servita nell'adatto weizenglas da mezzo litro.

Sono birre ad alta fermentazione caratterizzate dall'ampio uso di frumento (50% e oltre). Gli stili più famosi sono quello tedesco (denotate come weizen, ovvero "birre di grano", o weiss, ovvero "birre bianche", per via dell'aspetto opalescente) e quello belga (blanche in francese o wit in fiammingo con lo stesso significato). Le affinità fra questi stili riguardano, oltre all'uso del frumento, il colore chiaro, la gradazione media ed un certo carattere speziato e acidulo. Le differenze non mancano: le blanche impiegano frumento non maltato, le weizen frumento maltato; le blanche impiegano spezie come coriandolo e buccia d'arancia, mentre nelle weizen il carattere speziato è dovuto esclusivamente al lievito molto particolare che produce anche un caratteristico aroma di banana.
In Germania si producono anche weizen scure, denominate dunkelweizen o dunkelweissen e birre di frumento più forti: le weizenbock. Infine le berliner weisse, caratteristiche della regione di Berlino, sono più leggere e decisamente acidule.

#### Lager

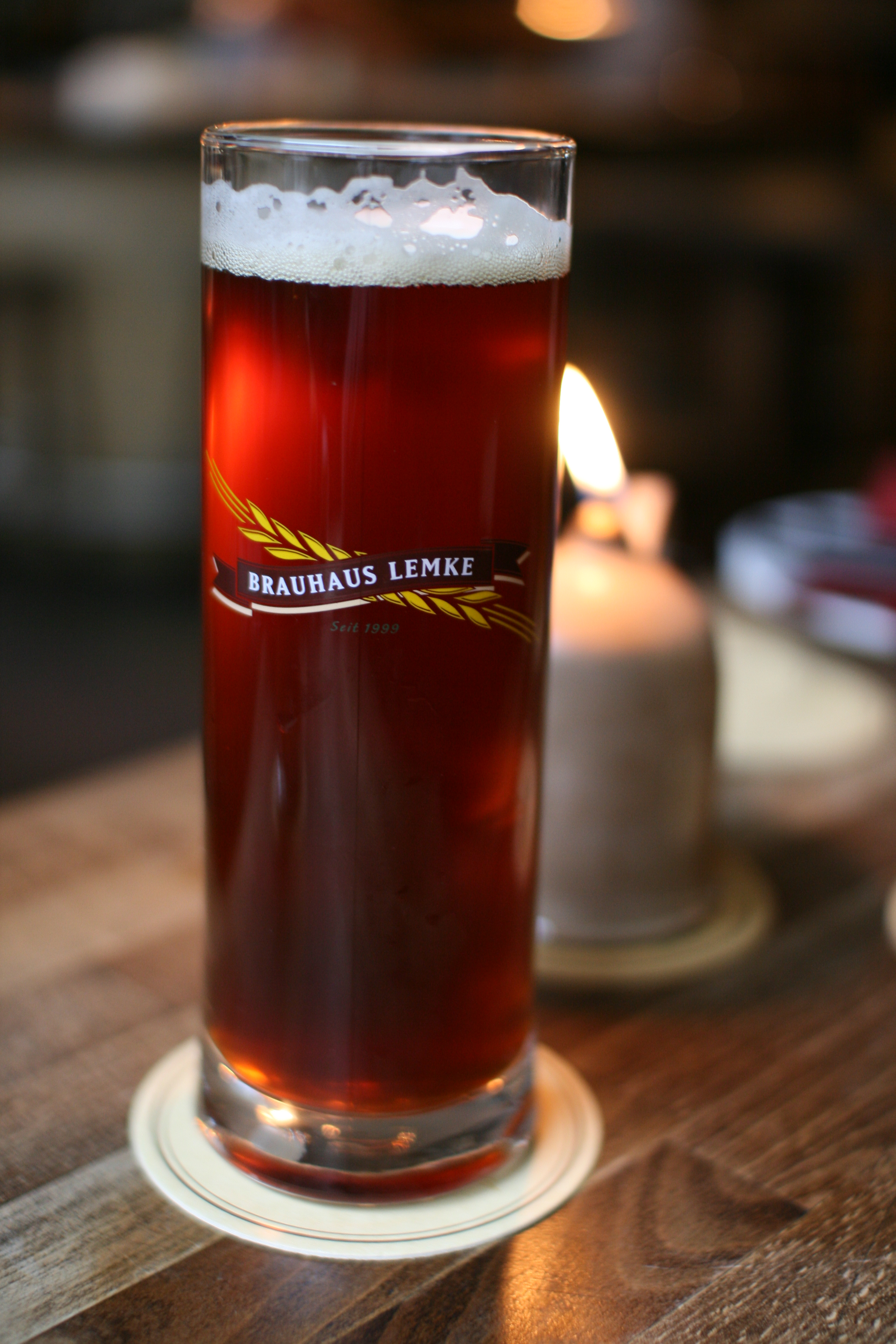
Una dunkel, stile tedesco di birra lager.

Le lager sono birre di ogni colore e gradazione prodotte a bassa fermentazione. Le più diffuse sono quelle chiare, tra cui si distinguono:
- pilsener o pils: stile classico di origine boema (il nome deriva dalla città di Plzeň); leggere dal colore chiaro o dorato, dalla luppolatura abbondante e dall'amaro pronunciato
- helles: tipiche bavaresi, meno amare e più maltate
- export o Dortmunder, leggermente più forti
- märzen e oktoberfestbier: birre di colore dal dorato carico all'ambrato, gradazione maggiore (6% circa) e malto più pronunciato. I due termini indicano bevande molto simili: nonostante l'apparente disaccordo temporale infatti vengono tradizionalmente prodotte a marzo per un consumo autunnale, periodo in cui si svolge l'Oktoberfest. Le birre denominate Oktoberfestbier vengono prodotte prevalentemente dalle birrerie bavaresi, le uniche autorizzate alla vendita della birra all'Oktoberfest.

Sebbene spesso si associ erroneamente il termine lager alla birra chiara, non mancano in realtà lager scure, tra cui:
- dunkel: birre brune, decisamente dolci e maltate nell'aroma
- schwarzbier: più scure e tostate, una sorta di stout a bassa fermentazione, ma meno amara e più maltata
- rauchbier: particolari birre "affumicate" (da rauchen, fumare in tedesco) tipiche della città tedesca di Bamberga, prodotte utilizzando malti affumicati su torba o legno di faggio.

Ci sono poi lager più forti, rappresentate in Germania dalla famiglia delle bock: di colore chiaro, gusto maltato appena equilibrato dal luppolo, in genere di gradazione alta (6,5% - 7,5% ma anche 8,0% per le scure e caramellate doppelbock). Ci sono poi altre lager extra-strong non appartenenti alle bock che, pur raggiungendo gradazioni alcoliche molto alte, rimangono comunque bilanciate e complesse nel sapore.
Esistono infine moltissime altre lager "internazionali", in buona parte prodotte da grandi industrie multinazionali. Solitamente fanno largo uso di riso e mais (spesso non maltati) per renderle leggere di corpo e poco caratterizzate in aroma; a volte sono associate a termini di mercato come ice o dry.

#### Lambic

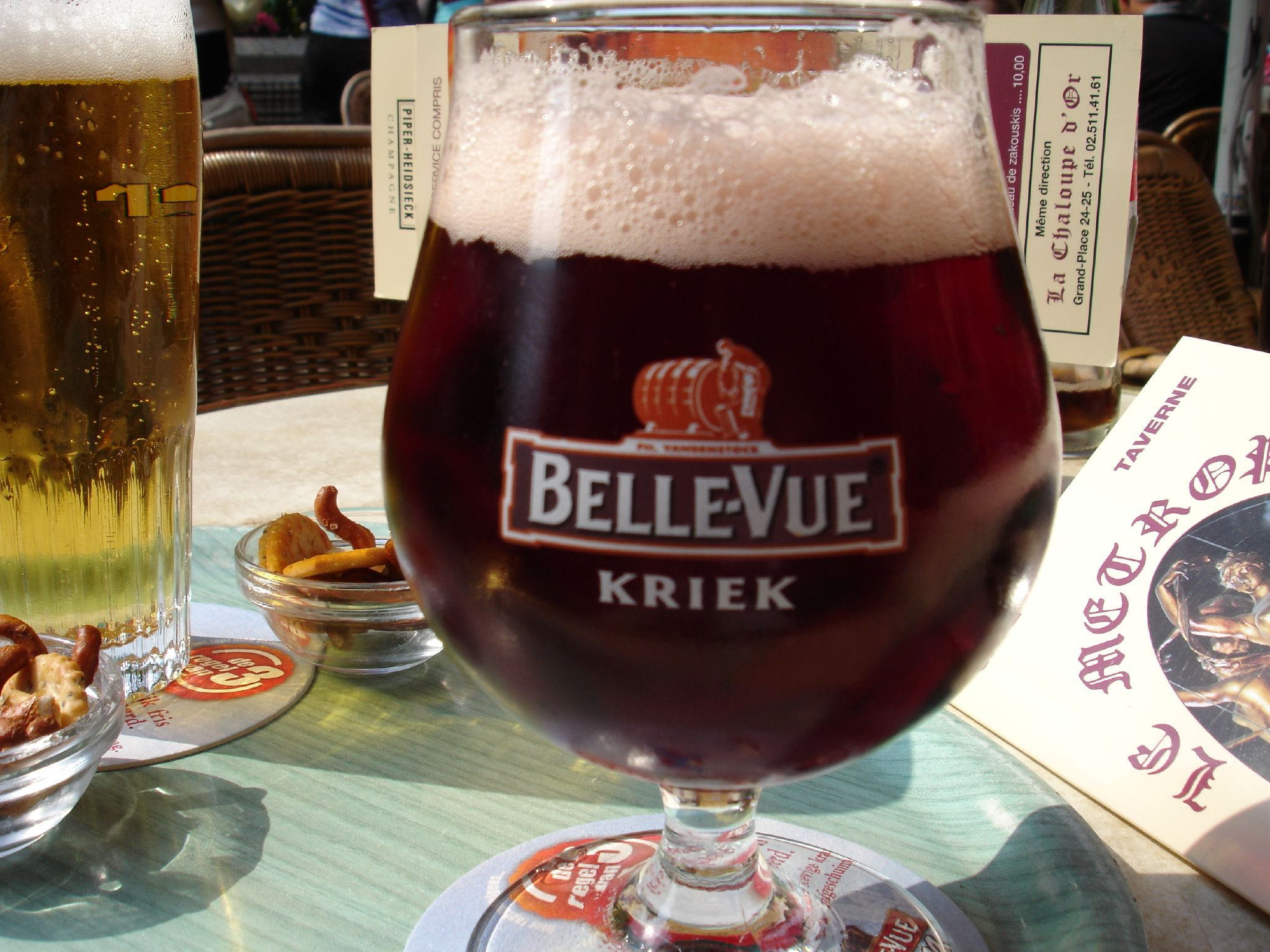
Un bicchiere di kriek, dal colore rosso vivo dovuto all'impiego di ciliegie.

Il lambic è una specialità della regione del Payottenland, a sud ovest di Bruxelles, ed è un tipo di birra così diverso che è talvolta considerato come bevanda a sé stante rispetto al mondo delle birre; le specialità tradizionali sono caratterizzate dalla loro intensità e ricchezza aromatica e dalla decisa acidità.
Il processo birrario è detto "a fermentazione spontanea": non viene inoculato alcun lievito selezionato, ma la produzione usa lieviti e batteri selvatici presenti nell'ambiente come il Brettanomyces bruxellensis (nell'aria o nelle strutture stesse del birrificio); l'inoculazione avviene lasciando raffreddare lentamente il mosto caldo in vasche ampie e poco profonde, per massimizzare la superficie esposta all'aria. Durante la successiva lunga maturazione in botte intervengono altri lieviti selvaggi e batteri presenti nel legno stesso.
Il lambic "puro" non è frizzante, ma "sgasato", ed è raramente commercializzato in questa forma; più spesso viene rifermentato unendo lambic di annate diverse, dando origine alle spumeggianti gueuze; se è invece rifermentato assieme ad amarene o lamponi dà origine rispettivamente alle kriek e alle framboise. Diffuso ma meno tradizionale l'impiego di altri frutti come ribes nero, pesche o fragole. Da notare che il termine kriek viene talvolta utilizzato anche per birre a fermentazione non spontanea aromatizzate alla ciliegia.

## Utilizzo in cucina
La birra, come succede anche con il vino, entra come componente nella cottura di numerosi piatti quali, ad esempio: 
- "Steak and Ale Pie", piatto inglese che consiste in uno stufato di carne di manzo cotto con birra (solitamente una ale), "impiattato" in un tortino di pasta sfoglia.[37]
- Bauernschmaus, piatto tedesco a base di carré di maiale cotto nella birra[38]

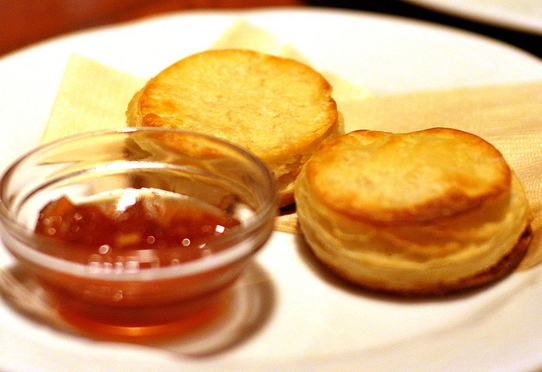
Marmellata-birra alle ciliegie fatta in casa con focaccine.

- La Carbonade flamande, piatto di origine fiamminga costituito da uno stufato di manzo
- Würstel con crauti, salsicciotto tedesco cotto nella birra e accompagnato da crauti[39]
- la "birra bock" è un ingrediente base nella versione tedesca del gulash, uno spezzatino di manzo con patate derivato da una zuppa ungherese.
- La zuppa di birra, una ricetta diffusa perlopiù in Germania di cui esistono molte varianti.

## Composizione chimica
La birra contiene vitamine (vitamina B1, B2, B5, B6 e H) oltre che fosforo, potassio, magnesio, zolfo, fluoro, sodio, rame, manganese, zinco, alluminio e ferro. Elementi comunque presenti in parti per milione se non parti per miliardo.
La birra inoltre contiene tirosolo, tryptophol e i seguenti acidi fenolici: feniletanolo, acido 4 -idrossifenilacetico, acido vanillico, acido caffeico, acido siringico, acido p-cumarico, acido ferulico e acido sinapico. Il luppolo, che viene utilizzato nella produzione della birra, contiene 8-prenilnaringenina (un potente fitoestrogeno), umulene, myrcene, mircenolo, linalolo, alcol 2M2B, isoxanthohumol e xanthohumol.
Il malto, anch'esso usato nella produzione della birra, contiene le prodelphinidins B3, B9, C2. Alcune società utilizzano additivi per stabilizzare e rendere più durevole la schiuma prodotta dalle molecole di biossido di carbonio in risalita, questi additivi schiumogeni sono: l'azoto, il glicole propilenico alginato e il solfato di cobalto.

## Il mercato economico
Stando a dati raccolti nel 2005, l'industria birraria è diventata un business di proporzioni globali, dominata da pochi soggetti internazionali (InBev, Anheuser-Busch, SABMiller, Heineken, Carlsberg solo per citarne alcuni), accanto a cui convivono molte migliaia di produttori minori che spaziano dai brewpub ai birrifici regionali.
Nel 2008 sono stati consumati oltre 180 miliardi di litri di birra che fruttano entrate totali per un ammontare di circa 400 miliardi di dollari (dati 2007).
Nel marzo 2008 la SABMiller divenne il più grande produttore di birra del mondo, acquistando l'olandese Royal Grolsch. La belga InBev era quindi al secondo posto di questa particolare "classifica" e la statunitense Anheuser-Busch era in terza posizione. Tuttavia il 18 novembre 2008 dalla fusione di queste ultime due società nacque la Anheuser-Busch InBev, che divenne così il leader mondiale del settore.
Il primato dei consumi spetta ancora all'Europa con 72 litri/anno pro capite, anche se nel 2008 si è verificato un calo della produzione e dei consumi. Negli ultimi anni l'industria birraria si sta espandendo notevolmente in nuovi mercati emergenti come l'America Latina o in misura ancora maggiore l'Asia. La crescita è notevole soprattutto in Cina, che è diventato il più grande mercato nazionale della birra con oltre 410 milioni di ettolitri prodotti. Un caso particolare è quello dell'Oceania che, sebbene abbia consumi pro-capite al livello di quelli europei, conta poco in termini di volumi totali a causa della scarsa popolazione.

## Nel mondo

### Belgio
Tra le birre più popolari in Belgio vi sono le pilsener, le ale belghe e le particolari lambic.

### Germania
La Germania è uno dei Paesi che occupa un posto di rilievo nelle statistiche degli Stati per consumo di birra pro capite, in particolare uno dei Länder ove si registra il maggior consumo è la Baviera.

### Italia
La birra in Italia ha origini antiche, il processo utilizzato avviene per fermentazione alcolica con ceppi di Saccharomyces carlsbergensis o di Saccharomyces cerevisiae.

### Stati Uniti d'America
La birra negli Stati Uniti è prodotta da oltre 7 000 birrifici, che variano in dimensioni da giganti del settore a microbirrifici.

### Annotazioni
1. ↑  Spesso, nel linguaggio del settore, si utilizza il termine "torrefazione" (o torrefatto, intendendo il malto o l'orzo) quando si utilizzano, nell'essiccazione, le fasce di temperatura più elevate, tipicamente quelle per realizzare birre scure. A temperature più basse si usa maggiormente il termine "tostatura".
2. ↑  Non si confonda la birra cruda con il cereale crudo, vedi sopra.
3. ↑  In questo paragrafo per "grano" non s'intende la specie di cereale (ovvero il frumento) ma varie combinazioni di cereali, maltati o non maltati.
4. ↑  Cereale crudo e cereale non maltato sono sinonimi.
5. ↑  A parte pochi stili (come il lambic), di solito gli acidi prodotti dal processo (esempio: lattico o acetico) sono un difetto.
6. ↑  Ad esempio, la legge italiana prevede, unica al mondo, la tipologia "doppio malto" che è una categoria legata ai gradi plato e alla relativa accisa senza alcun significato qualitativo o organolettico.

### Fonti
1. ↑   il Sabatini Coletti, su dizionari.corriere.it. URL consultato il 10 maggio 2017 (archiviato il 1º luglio 2017).
2. ↑  (EN) Volume of World Beer Production, su European Beer Guide. URL consultato il 17 ottobre 2006 (archiviato dall'url originale l'8 aprile 2018).
3. ↑  (EN)  John P. Arnold, Origin and History of Beer and Brewing originating from Assyrian farmers, who were the first to develop it, from "Prehistoric Times to the Beginning of Brewing Science and Technology", ISBN 0-9662084-1-2
4. ↑   Storia della birra - I Sumeri, da www.birra.it, su birra.it. URL consultato il 19 settembre 2009 (archiviato dall'url originale il 12 maggio 2011).
5. ↑   La prima testimonianza chimica nota della birra, su museum.upenn.edu. URL consultato il 19 giugno 2007 (archiviato dall'url originale il 2 giugno 2009).
6. ↑  (EN) Steve Mirsky, Ale's Well with the World, su sciam.com, maggio 2007. URL consultato il 19 settembre 2009 (archiviato dall'url originale il 16 ottobre 2007).
7. ↑  (EN) Horst Dornbusch, Beer: The Midwife of Civilization, su aina.org, 27 agosto 2006. URL consultato il 19 settembre 2009 (archiviato dall'url originale il 27 marzo 2010).
8. ↑   Beer Pages, su beer-pages.com. URL consultato il 13 settembre 2022.
9. ↑   Storia della birra, da www.birra.it, su birra.it. URL consultato il 16 settembre 2009 (archiviato dall'url originale l'11 febbraio 2010).
10. ↑   La birra e il codice di Hammurabi, su mondobirra.org. URL consultato il 1º luglio 2007 (archiviato il 28 settembre 2007).
11. ↑    Marianna Lampis, A Orroli si produceva la birra nuragica: è la ricetta più antica, L'Unione Sarda S.p.A., 24 gennaio 2017. URL consultato il 13 giugno 2024.
12. 1 2   Marcello Leder, La storia della Birra, su quattrocalici.it. URL consultato il 23 giugno 2024.
13. ↑  Max Nelson, The Barbarian's Beverage: A History of Beer in Ancient Europe pp2, Routledge (2005),
ISBN 0-415-31121-7
14. ↑  (EN) Richard W. Unger, Beer in the Middle Ages and the Renaissance, University of Pennsylvania Press, 2004, ISBN 978-0-8122-3795-5. URL consultato il 13 settembre 2022.
15. ↑  (EN) Max Nelson, The Barbarian's Beverage: A History of Beer in Ancient Europe, Taylor & Francis, 11 novembre 2004, ISBN 978-0-203-30912-4. URL consultato il 13 settembre 2022.
16. ↑  (EN) Dreher Breweries, Beer-history, su dreherrt.hu, 9 luglio 2009 (archiviato dall'url originale il 9 luglio 2009).
17. ↑  Martyn Cornell, Beer: The Story of the Pint, Headline, 2003
18. ↑   Giacomo Devoto, Avviamento all'etimologia italiana, Milano, Mondadori, 1979.
19. 1 2 3   Carlo Battisti, Giovanni Alessio, Dizionario etimologico italiano, Firenze, Barbera, 1950–57.
20. 1 2 3 4 5 6   Online Etymology Dictionary – Beer, su etymonline.com. URL consultato il 4 giugno 2013 (archiviato il 30 agosto 2018).
21. ↑  Beer in The American Heritage Dictionary of the English Language Archiviato il 17 aprile 2008 in Internet Archive.
22. ↑  Ale in The American Heritage Dictionary of the English Language Archiviato il 25 gennaio 2009 in Internet Archive.
23. ↑   Plinio, Naturalis historia,  XXII-82.
24. ↑  Lexikon der indogermanischen Verben
25. ↑  Luigi Castiglioni, Scevola Mariotti, Vocabolario della lingua latina, ed. Loescher, quarta edizione
26. ↑   Franco Montanari, Vocabolario della lingua greca, Torino, Loescher, 1995.
27. ↑   Amalía Kolonia, Massimo Peri (a cura di), Greco antico neogreco e italiano, Bologna, Zanichelli, 2008,  p. 369.
28. ↑  AIS-Il mondo del Sommelier, ed.02/2012 pag. 248.
29. ↑  D. Guaiti-G. Pozzo, Birra, editore Giunti, 2010, p. 29
30. ↑   Tecniche per la produzione della birra in casa, su birradegliamici.com. URL consultato il 4 aprile 2016 (archiviato il 16 aprile 2016).
31. ↑   Peter Garofalo, Luppolo, su mondobirra.org. URL consultato il 3 luglio 2011 (archiviato dall'url originale il 28 settembre 2011).
32. ↑   Garrett Oliver, The Oxford Companion to Beer, Oxford University Companion,  p. 308.
33. ↑   Linea Guida Stili 2015 (PDF), su movimentobirra.it. URL consultato il 23 marzo 2017 (archiviato il 22 febbraio 2016).
34. ↑   Italian Grape Ale. Nasce lo stile di birra solo italiano, su gamberorosso.it. URL consultato il 23 marzo 2017 (archiviato il 24 marzo 2017).
35. ↑   St. Patrick's Day: la birra verde tra storia e leggenda, su fermentobirra.com. URL consultato il 12 marzo 2016 (archiviato il 9 dicembre 2017).
36. ↑   Michael Jackson's Beer Hunter - Heaven sent - downing oysters by the pint, su beerhunter.com. URL consultato il 27 novembre 2007 (archiviato il 13 dicembre 2007).
37. ↑  (EN) Felicity Cloake, How to cook the perfect steak and ale pie, su theguardian.com, 10 gennaio 2013. URL consultato il 16 marzo 2019 (archiviato il 5 agosto 2019).
38. ↑  Robert Carrier, Grandi piatti del mondo, Milano, Arnoldo Mondadori Editore, 1985, p. 220
39. ↑  Robert Carrier, Grandi piatti del mondo, Milano, Arnoldo Mondadori Editore, 1985, p. 221
40. ↑   Industry Browser - Consumer Non-Cyclical - Beverages (Alcoholic) Industry - Company List, su biz.yahoo.com. URL consultato il 30 aprile 2019 (archiviato l'8 marzo 2016).
41. 1 2 3   Birre: il consumo mondiale di birra cresce anche nel 2009, portandosi a 1.816 milioni di hl, su beverfood.com, Beverfood News, 4 agosto 2009. URL consultato il 14 settembre 2009 (archiviato il 12 febbraio 2015).
42. ↑  (EN) Beer: Global Industry Guide - Research and Markets, su researchandmarkets.com. URL consultato il 1º luglio 2007 (archiviato l'11 ottobre 2007).
43. ↑   Brewer to snap up Miller for $5.6B, in CNN, 30 maggio 2002. URL consultato il 4 novembre 2007 (archiviato il 7 dicembre 2007).
44. ↑   Erin E Arvedlund, A Beer Ban Fails, and Russians Hoist Bottles, in New York Times, 12 novembre 2004. URL consultato il 5 novembre 2007 (archiviato il 17 aprile 2009).
45. ↑   - Reuters
46. ↑   AB/InBev Press Release (PDF), su anheuserbusch.com. URL consultato il 16 settembre 2009 (archiviato dall'url originale il 25 marzo 2009).